# Maracaibo
Maracaibo es una ciudad venezolana capital del Estado Zulia, ubicada en el noroeste de Venezuela. Fundada en 1529 por el alemán Ambrosio Alfinger como Nueva Núremberg (hispanización de Neu Nürnberg, en alemán) en homenaje a la ciudad alemana Núremberg. Es la segunda ciudad más poblada de Venezuela y el centro económico más importante, debido a la industria petrolera que se desarrolla en las orillas del Lago de Maracaibo, específicamente en su sector noroccidental. Históricamente calificada como la primera ciudad de Venezuela, por su pujanza y desarrollo económico, al igual que por ser la primera ciudad del país en ser pionera en utilizar varios tipos de servicios públicos como la luz eléctrica y por estar ubicada en las orillas del lago, sitio donde se originó el nombre del país (Venezuela).[cita requerida]
En el censo de 2024, se calculó una población para el Zulia, según el Instituto Nacional de Estadística, de 4 985 645 habitantes y en su núcleo urbano, a Maracaibo en una población de 3 553 049 habitantes, que integra los municipios Maracaibo y San Francisco. No obstante, la ciudad se extiende por una vasta llanura que rodea toda su área metropolitana con una población de 3 017 034 habitantes. El municipio de Maracaibo tiene una población total de 2 972 443 personas, según la estimación de 2024, lo que representa un 54,6 %población de Zulia y la convierte en la segunda ciudad más poblada de Venezuela después de Caracas.
La ciudad tiene un PIB per cápita nominal de 15 393 dólares estadounidenses y una paridad de poder adquisitivo (PPA) per cápita de 32 460 $PPA.Su ubicación geográfica y su importancia económica, debido al descubrimiento del petróleo en el estado, sobre todo en la costa oriental del lago de Maracaibo y en la península de Paraguaná, la llevó a convertirse en el centro económico más importante del occidente venezolano.[cita requerida]

## Toponimia
El origen del nombre Maracaibo es controvertido. A pesar de que estos hechos están debidamente documentados en registros históricos, los detalles son escasos y ambiguos, y han generado diversas interpretaciones, a tal punto que una misma fuente histórica es citada de forma contradictoria en textos más recientes.
Algunos historiadores se limitan a mencionar que, al momento de la primera fundación de la ciudad, el conquistador alemán Ambrosio Alfinger escogió el nombre de Maracaibo o Maracaybho en homenaje a  un «jefe indígena» o cacique de la zona de la desembocadura del lago. Otras fuentes le atribuyen a este personaje un gran liderazgo y una importancia emblemática en la región, aunque los datos sobre la extensión de sus dominios son ambiguos.
Una versión alternativa de la etimología sostiene que el nombre de la ciudad se originó al morir en batalla el cacique Mara, un joven y aguerrido líder que desde una de las islas del lago (isla de Providencia) ofrecía resistencia a las tropas europeas de Ambrosio Alfinger. Según esta historia, después de acabar con Mara, los españoles gritaban "Mara cayó", frase con la que se referían al lugar donde el mencionado cacique habría sido derrotado. Varios historiadores aseguran que este relato es un mito, que el nombre de Cacique Mara o Indio Mara no aparece en ningún registro histórico, y que ninguno de estos hechos aparece documentado en fuentes originales y confiables. Lo más probable es que los relatos sobre Mara, Maracaibo o Maracaybo correspondan a un mismo personaje histórico, del cual hay pocos detalles documentados y muchas especulaciones.
A pesar de las contradicciones, el mito del Cacique Mara se ha difundido ampliamente en medios populares, hasta el punto de haberse oficializado como un emblema de la resistencia indígena en la región. Este personaje es evocado en diversos ritos espiritistas (asociados al culto a María Lionza y las cortes celestiales), pero también se han levantado monumentos alegóricos como una estatua y una plaza en la ciudad, se le dedican eventos conmemorativos como en el Día de la Resistencia Indígena (12 de octubre, antiguamente Día de la Raza), y se utiliza su nombre en diversos premios y condecoraciones. Inclusive uno de los municipios del estado Zulia lleva su nombre (municipio Mara).
Las pocas referencias que hay sobre el significado del vocablo Maracaibo lo asocian a una denominación de lugar, en vez del nombre de una persona indígena. De hecho, existen referencias sobre la existencia de una ranchería indígena cercana al lugar donde se asentaría Alfinger, e incluso cabe la posibilidad de que éste usurpara este terreno para la fundación de la villa de Maracaibo. A pesar de que no existen estudios lingüísticos de los pobladores originales, varios autores han aventurado interpretaciones del posible significado del vocablo Maracaibo en idiomas indígenas (probablemente derivándose de los lenguajes actualmente utilizados en la zona, o por referencias históricas). Algunas interpretaciones sugeridas son Maara-iwo, lo que significaría "lugar donde abundan las serpientes", o Maare kaye, que significaría "lugar frente al mar", también se ha mencionado Garra de tigre o ríos de los loros. (estas son las interpretaciones más populares).

## Historia

### Época prehispánica

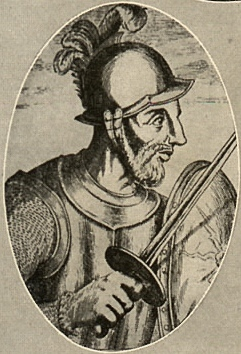
Alonso de Ojeda uno de los primeros colonos españoles que exploro el terreno actual de la ciudad.

Investigaciones arqueológicas confirman la presencia aborigen en territorio marabino quince mil años antes de Cristo. Revelaciones arqueológicas de Cruxent y Rouse dejan ver fósiles de objetos cerámicos, artefactos de origen pétreo, manufacturas de conchas, urnas funerarias y ornamentaciones de metal demostrativas de la presencia milenaria de los ancestros aborígenes maracaiberos. Se conoce que habitaron cerca de 20 parcialidades indígenas que vivían en la cuenca del lago de Maracaibo entre los cuales se incluían: wayú, baríes, añúes, yukpas y japrerías. Sin embargo, se conoce poco de los primeros habitantes de suelos marabinos; no quedaron indicios que permitan conocer cómo fueron, solo se sabe de unos pobladores que fueron desalojados por los aborígenes que encontraron los españoles en su llegada de conquista a América. Se cree que había presencia de numerosos grupos en la cuenca del lago y sus alrededores, parte de las grandes familias Caribe, Chibcha y Arahuaca, los cuales vinieron de varias regiones de lo que hoy es América, tiempo en el cual los palafitos eran característicos de la población indígena de Maracaibo, y el Zulia en general. Fueron divididos en dos grandes grupos, los arahuacos o aruacos, una raza que fue inicialmente agricultora, con una cultura adelantada a la del resto de los indígenas de Venezuela, y los caribes, raza feroz, con numerosos guerreros y navegantes.
Para el momento del contacto europeo había una gran heterogeneidad de etnias indígenas en el territorio venezolano, las cuales posteriormente fueron esclavizadas. Fueron las sociedades que los conquistadores europeos encontraron al momento de su llegada a Venezuela, las cuales podían variar desde grupos tribales igualitarios, sociedades nómadas, hasta cacicazgos evolucionados.
En el territorio del actual estado Zulia estaban presentes y bien diferenciadas dos etnias vertientes de los arahuacos; la etnia añú; y la etnia wayúu, diferenciadas por su modalidad de subsistencia. Los wayúu se dedicaban al comercio, la siembra y el pastoreo, mientras que los añú se extendieron por toda la ribera del lago de Maracaibo, diferenciándose lingüísticamente y nombrados con una palabra que para algunos investigadores significa gente, y, para otros, hombres de agua. La referencia escrita más antigua de este pueblo data de los relatos de los cronistas según los cuales, estaban asentados en la costa occidental del lago de Maracaibo.
Allí se establecieron, constituyendo sus hogares, en la red de palafitos que les proveyó de puerto seguro y vivienda, así nació Santa Rosa de Agua, al norte de Maracaibo.

### Fundación

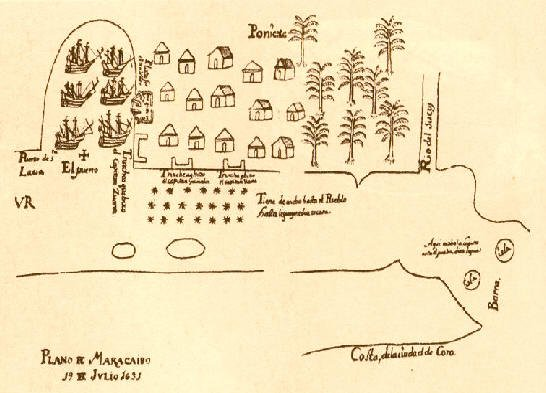
Plano de la ciudad de Maracaibo hecho por Fray Julián de Esquivel en 1639, depositado en el Archivo General de Indias, sección de la Audiencia de Santo Domingo.

Primera versión del escudo con los atributos reales, según Discrezión de la laguna de la ciudad de Maracaibo del Archivo de Indias.

La historia de la fundación de Maracaibo ha estado sujeta a históricas divergencias originadas en el hecho de que fueron varios los personajes y momentos en los que se intentó construir un verdadero asentamiento. El primer acercamiento europeo a esta zona lo realizó Alonso de Ojeda, el 24 de agosto de 1499, quien descubrió el lago de Maracaibo junto con Juan de la Cosa y Américo Vespucio.
Se atribuye a ellos el nombre de Venezuela cuando evocaron a Venecia al ver que los habitantes vivían en palafitos sobre el lago y que la gente se trasladaba de un sitio a otro mediante pequeños puentes de madera y en canoas.
La ciudad de Maracaibo fue fundada en tres ocasiones. La primera, el 8 de septiembre del año 1529 por el alemán Ambrosio Ehinger (españolizado como Alfinger), conquistador de la familia Welser de Augsburgo y primer gobernador de la Provincia de Venezuela con el nombre de Neu Nürenberg (Nueva Núremberg en español) que partió en expedición desde Coro, capital en aquel momento de la provincia.
Al asentamiento se le dio el nombre de villa de Maracaibo pues al momento de su fundación no se constituyó un cabildo que le confiriera el carácter de ciudad. En los documentos alemanes de los Welser aparece el nombre de Neu-Nürnberg. Es probable que la fundación de Alfinger se hiciera en las cercanías o sobre los restos de un asentamiento indígena (o ranchería). Esta primera fundación tuvo una población de apenas 30 vecinos y una actividad casi nula, por lo que el conquistador alemán Nicolás Federmann ordenó trasladar su población en 1535 al cabo de la Vela (que hoy es parte de Colombia) en la península de la Guajira.
En 1569, Alonso Pacheco Maldonado, con los poderes otorgados por Pedro Ponce de León, gobernador de la provincia de Venezuela, llevó a cabo una nueva fundación en la Laguna de Maracaibo, a la que bautizó con el nombre de Ciudad Rodrigo, al ser originario de esa ciudad de Salamanca, tal como narran Rodrigo de Argüelles y Gaspar de Párraga en su informe de 1579:
 Llámose Ciudad Rodrigo en tiempo que el capitán Alonso Pacheco la tuvo poblada hasta que la despobló, por respecto que el dicho capitán era natural de Ciudad Rodrigo
Tras haber sometido a los indígenas de la zona lacustre en los últimos dos años (1569-1571), el conquistador español Alonso Pacheco fundó la población de 'Ciudad Rodrigo' a orillas del lago Maracaibo (finalmente conocida como Maracaibo). Después de un par de años, sin embargo, la población indígena se volvió a levantar y el asentamiento español tuvo que ser abandonado brevemente, ocasionando así una subsecuente fundación en 1574. 
En Nueva Ciudad Rodrigo se constituyó el primer Cabildo de Maracaibo, con lo que se legitimaba el asentamiento y su condición de ciudad. El cabildo lo componían dos alcaldes, tres regidores y un escribano. Allí, Pacheco otorgó indios de las comunidades del sur del Lago en régimen de encomienda y, ante la resistencia de los indios quiriquires, solicitó a la Corona apoyo para introducir esclavos negros para la boga de los ríos Catacumbo y Zulia.
El fracaso de la fundación de Alonso Pacheco parece que pudiera encontrarse en no poder garantizarse el sustento de la población española, al no asegurar los abastecimientos de los Andes en manos de los indios contratados, así como en los enfrentamientos con la población indígena.
Diego de Mazariegos, gobernador de la Provincia de Venezuela, narra en el año 1573:
… y en cuanto a estar poblada la Laguna de Maracaibo, conviene que lo esté al servicio de Dios y de su Majestad porque los indios de aquella provincia nunca han sido domesticados ni seguros y otra vez, habrá veinticinco años, que estuvo poblada, por el daño y muerte que los españoles recibían de los dichos indios, se despobló y al presente hacen los indios lo mismo matan… a los cristianos y esto es muy de ordinario, por todo lo cual es mi parecer que su Majestad permita y mande que aquella no se pueble porque sobre todo aunque estuviese poblada no se puede sacar de ella ningún provecho ni interés porque los naturales de aquella provincia son gente muy pobre que no se sustentan, sino es de mariscos; duermen todos en la ciénaga y sobre el agua en unos palos que arman a manera de lechos, no hay en la dicha provincia ningún género de metal ni algodón 
Ya para el año 1573 el gobernador Diego de Mazariegos había decidido restablecer la población confiándole al capitán Pedro Maldonado dicha encomienda. Y así en el año 1574 fue refundada la ciudad con el nombre de Nueva Zamora de la Laguna de Maracaibo (por tercera y última vez), en honor del gobernador Mazariegos, natural de la ciudad de Zamora, España.

### El ciclo de los piratas
Entre 1614 y 1678 se registraron diversos ataques de piratas a Maracaibo y otros asentamientos españoles en el Lago de Maracaibo, estos constantes hostigamientos frenaron el desarrollo económico de la zona que no solo se vio saqueada en repetidas oportunidades, sino que también invirtió numerosos recursos a construir elementos defensivos como cuarteles, un castillo y torreones que no lograron su cometido a cabalidad. Entre los elementos defensivos se destacan el Castillo de San Carlos de la Barra, el Fuerte de Nuestra Señora del Carmen y el Torreón Santa Rosa de Zapara. 
El corsario neerlandés Enrique de Gerard llegaría en 1614, luego en 1642 el pirata inglés William Jackson. El período entre 1665 y 1669 es conocido como el quinquenio de los piratas. En 1665 el francés Jean David Nau, alias el Olonés, atacó a Maracaibo y entre 1666 y 1669 llegarían Miguel El Vascongado, el neerlandés Albert van Eyck y el galés Henry Morgan. Por último en 1678 el francés Michel de Grandmont asalta la ciudad y los pueblos del sur del Lago internándose en tierra firme hasta Trujillo.

### Época virreinal

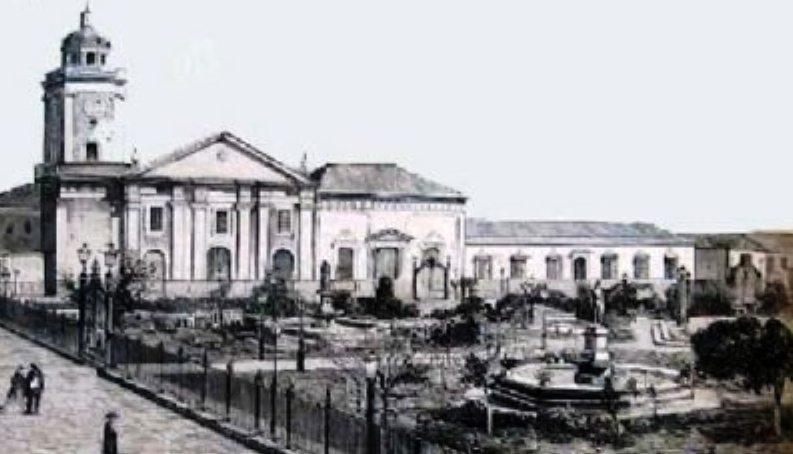
Plaza Mayor de Maracaibo en el

Durante los primeros años de su existencia, Maracaibo fungió como muy importante puerto de enlace entre las zonas productivas del sur del Lago y los Andes venezolanos (incluyendo Pamplona en la actual Colombia) y las rutas comerciales en el mar Caribe.
Administrativamente Maracaibo dependió primero de Coro, y luego de Mérida. En 1777 Maracaibo pasa a depender en lo gubernativo y militar de la Capitanía General de Venezuela, con sede en Caracas, y en lo judicial de la Real Audiencia de Santo Domingo.

### Independencia y república

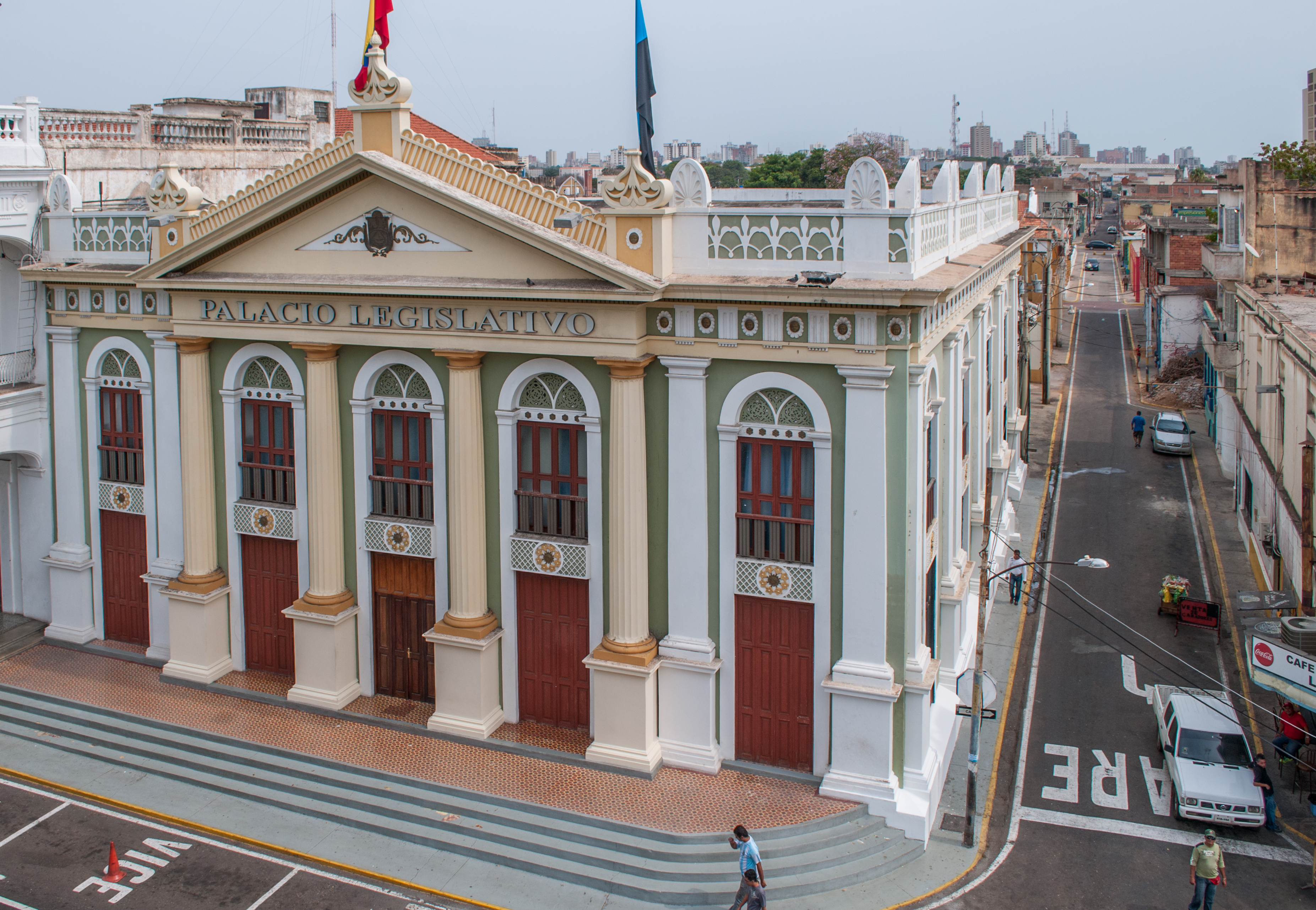
El Palacio Legislativo del Estado Zulia es la sede del parlamento regional desde 1890.

En 1810, la provincia de Maracaibo decidió mantenerse fiel a la corona y no se integró a la Primera República de Venezuela en 1811. Por este motivo las autoridades españolas le otorgaron el lema de "Muy Noble y Leal" al escudo de Maracaibo. Los gobernadores españoles al estar Caracas bajo el control patriota, trasladan a Maracaibo el gobierno de la Capitanía General de Venezuela.En contraste con la posición monárquica de la provincia, el general Rafael Urdaneta era uno de los principales jefes del bando patriota. En 1821, se produce un alzamiento en favor de la independencia en el cuartel de Maracaibo, el cual rompe el armisticio y reinicia las hostilidades en la guerra que terminaría conduciendo a la segunda batalla de Carabobo. En Maracaibo, los realistas lucharon por recuperar el control de la provincia y Francisco Tomás Morales volvió a imponer la autoridad de España en 1822, hasta ser finalmente derrotado por el almirante José Prudencio Padilla en la Batalla naval del Lago de Maracaibo, librada el 24 de julio de 1823 frente a la bahía del Tablazo y que fue la última de la guerra de independencia de Venezuela. Morales, el último gobernante español, capituló en la Casa de Morales, vivienda que aún se conserva en Maracaibo y que constituye un museo emblemático de la ciudad. En 1830, el comerciante más destacado es el británico Frederic Harris quien se instala en Maracaibo desde el año 1824, apenas concluidas las hostilidades en la región occidental. El escocés Robert Mackay, quien desde 1825 era vicecónsul británico en Maracaibo, también abre una exitosa casa de comercio. Otros miembros del gremio mercantil para aquellos años son : Jorge Enrique Voigt de Hamburgo, Pedro Alejandro D’Empaire de Francia, Jorge Hutton de Escocia y Cristiano F. Besahdahl de Dinamarca

### Florecimiento comercial y cultural

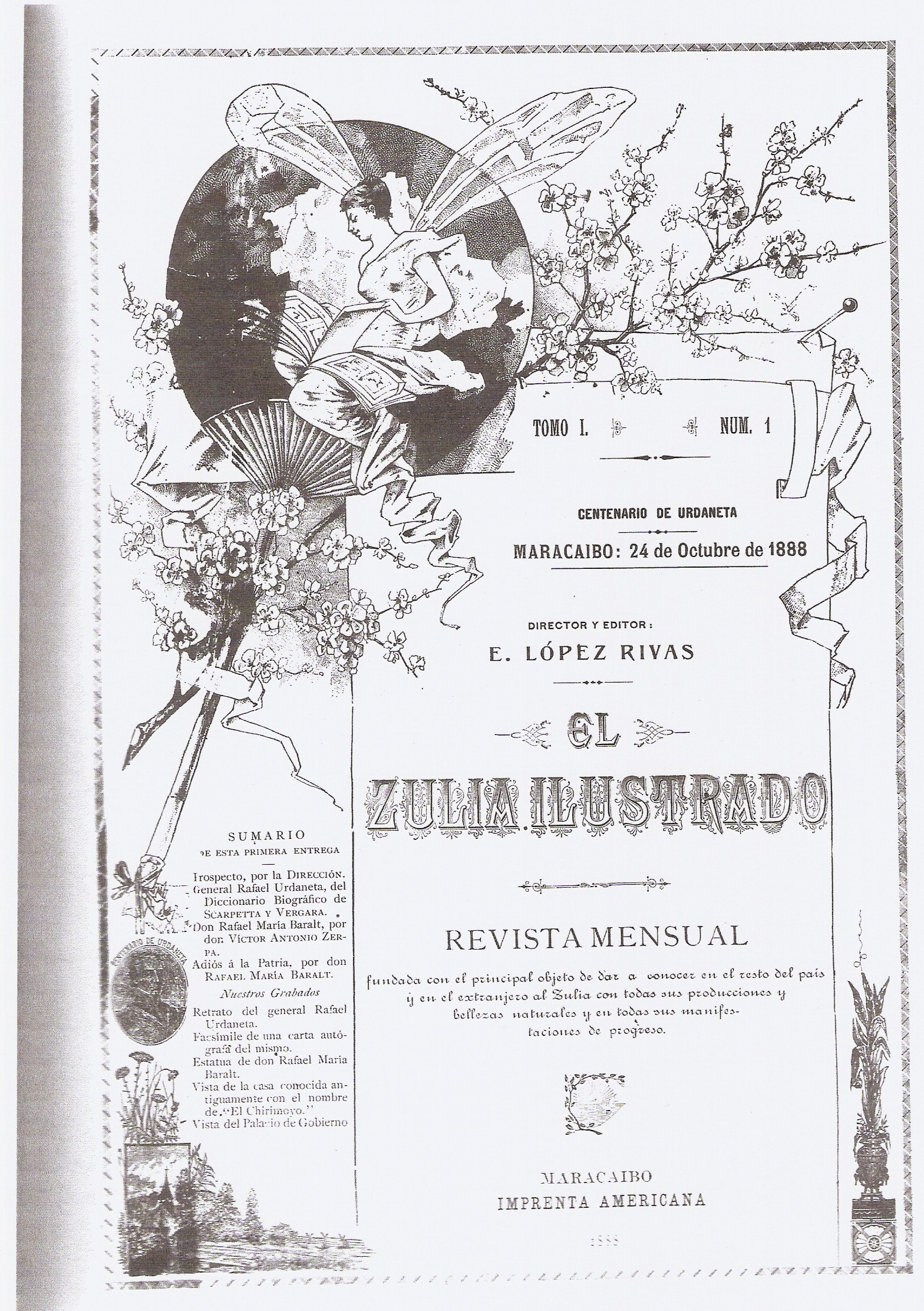
Portada de la primera revista de Venezuela, "El Zulia Ilustrado.

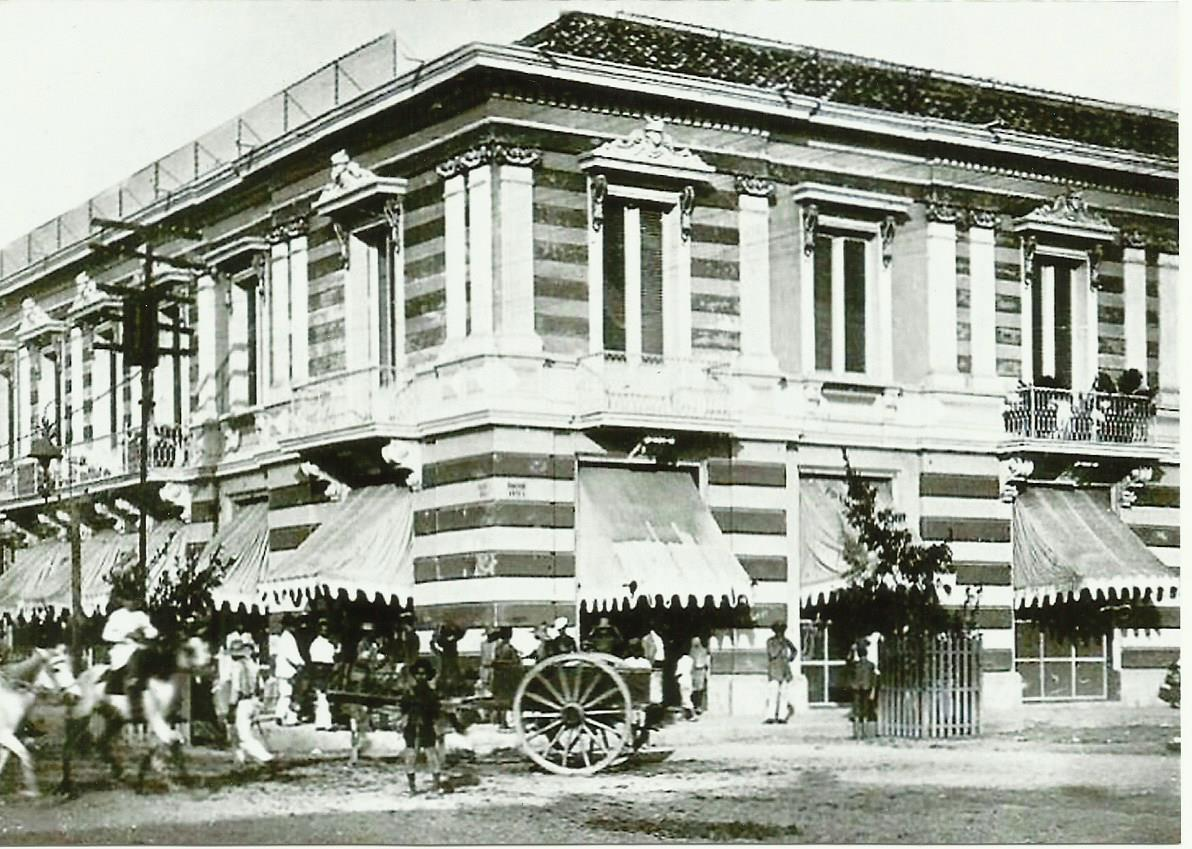
La Casa Mac Gregor, primera tienda por departamentos de Venezuela. Fotografía de 1893.

Por su ubicación Maracaibo era el puerto de salida de mercancías de los Andes y el occidente venezolano hacia Europa y América. 
Había mucha actividad en Maracaibo con las casas comerciales alemanas e inglesas como la Boulton, Blohm, Beckman, Breuer-Möller & Co., Zingg y Steinvorth. Ellos financiaban los cultivos de café y cacao, compraban la cosecha y la llevaban a Europa. 
Las empresas cafetaleras, principalmente alemanas como la Brewer Möller & Co., molían el grano de café en Maracaibo antes de embarcarlo rumbo al puerto de Hamburgo. El comercio llevó la prosperidad a la ciudad la cual disfrutó antes que otras ciudades de Venezuela y Latinoamérica de servicios modernos como teléfono (1879), tranvía (1883) y electricidad (1888). Dentro de ese ambiente de vanguardias nació también la primera tienda por departamentos del país, la Casa Mac Gregor, fundada por el empresario zuliano Emilio Mac Gregor Novoa en el año 1892. Maracaibo también manifestó un florecimiento cultural, siendo en aquellos tiempos que se inauguró el Teatro Baralt (1883), se editó la primera revista de Venezuela, El Zulia Ilustrado (1888) y se abrió la Universidad del Zulia (1891), además de ser cuna de notables intelectuales como Udón Pérez, Eduardo López Rivas,  y Jesús Enrique Lossada.
Maracaibo conoció primero que otras ciudades de Venezuela lo que significaba la civilización, a juzgar sobre todo por la variedad de productos que embarcaba desde el puerto para el extranjero por ser la primera ciudad del país a impulso y agrupo la vida intelectual y cultural, de ahí a que le llamaran La Atenas de América, y no era para menos.

### Época petrolera

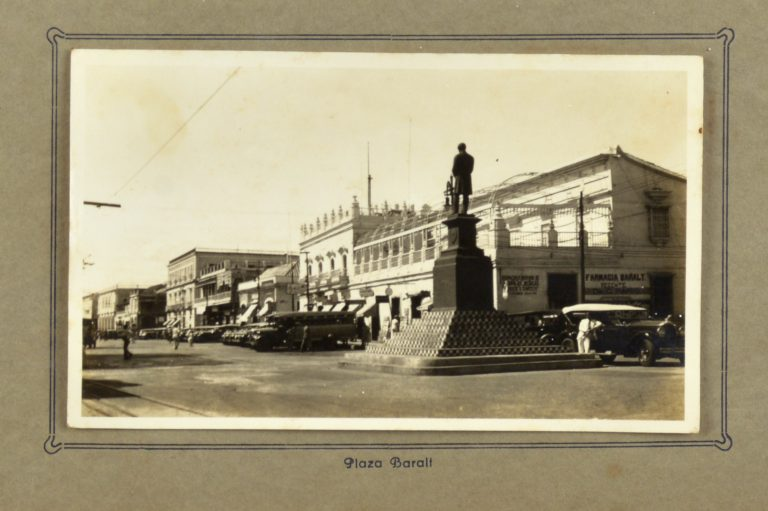
Plaza Baralt en 1930.

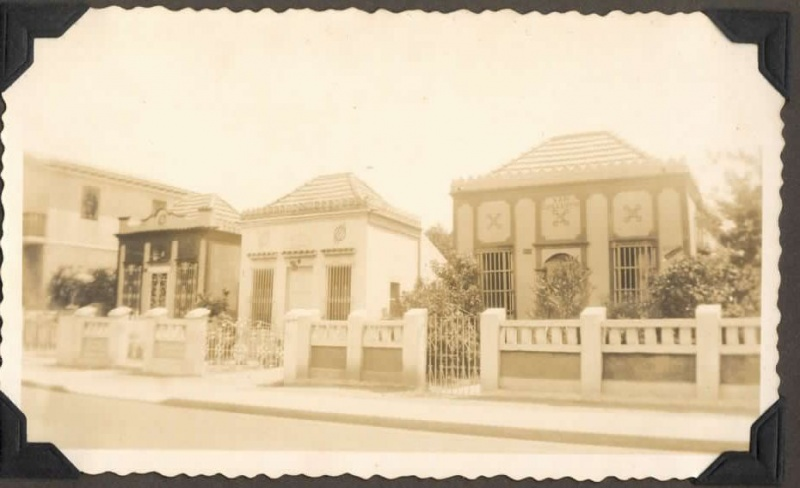
Maracaibo alrededor de 1953.

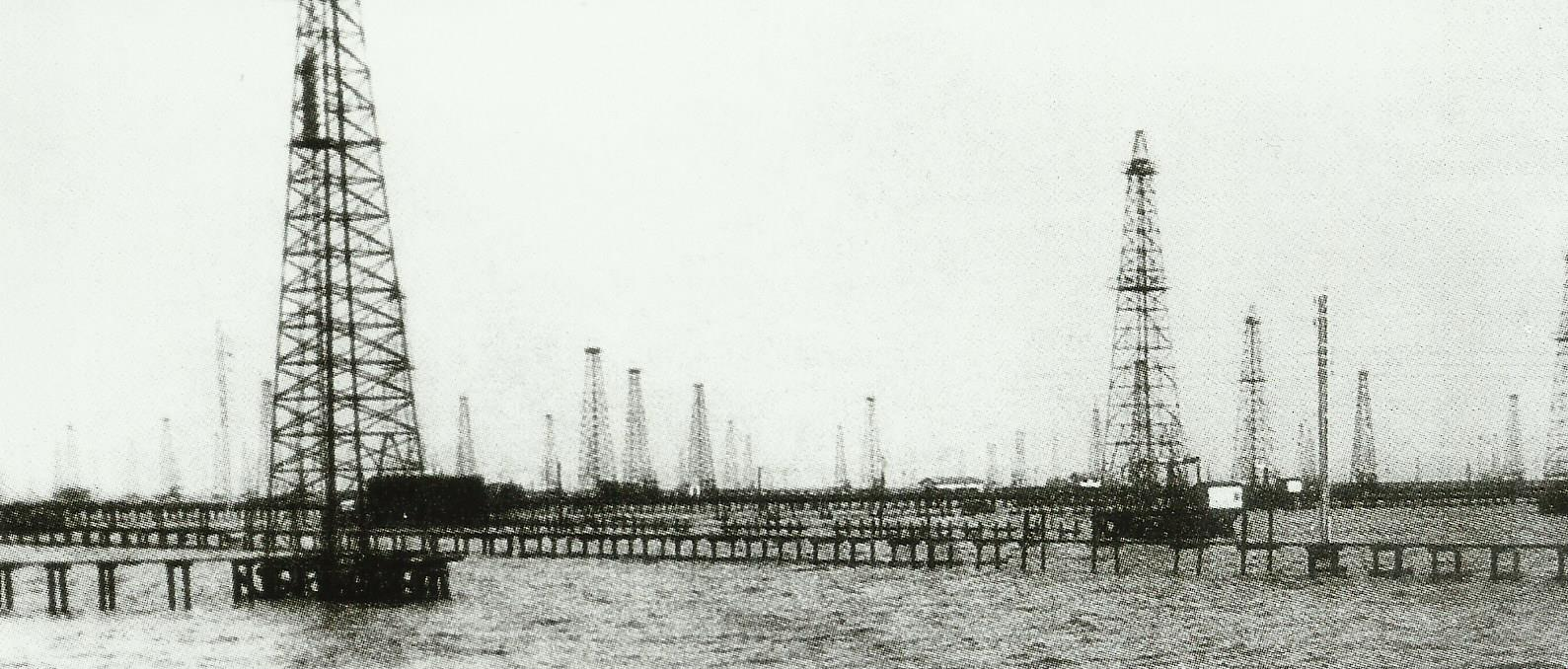
Pozos petroleros en el Lago de Maracaibo en los años 40.

En 1906 Antonio Aranguren obtiene una concesión para buscar petróleo en los distritos Maracaibo y Bolívar, el petróleo es descubierto en 1914 con el pozo Zumaque I en Mene Grande. A partir de ese momento, las inversiones estadounidenses no cesaron durante años, convirtiendo a Maracaibo durante la primera mitad del siglo XX en un importante centro de comercialización de petróleo del mundo y a Venezuela en el primer país exportador de petróleo del planeta, posición que mantuvo durante casi 50 años. Maracaibo se convirtió entonces en la sede de las grandes compañías petroleras que se establecieron en el Zulia, y el petróleo desplazó al café como el principal producto de exportación.
La epidemia de la gripe de 1918 causó grandes estragos en la población.
En 1923 aterrizó el primer hidroavión en Maracaibo y en 1929 se inauguró el aeropuerto de Grano de Oro. Parte de la nueva imagen de la ciudad fue debida al aporte del arquitecto León Hoet, quien construyó el nuevo mercado municipal (hoy museo Lía Bermúdez), remodeló el teatro Baralt y construyó la vieja cárcel entre otras edificaciones estilo art decó, a finales de la década de los 20s y principios de los 30s.  Tras la muerte del dictador Juan Vicente Gómez el 14 de febrero de 1936 El Bloque Nacional Democrático, fundado en Maracaibo publica su primer Manifiesto y Programa. Entre sus integrantes destacan: Isidro Valles, Valmore Rodríguez, Rafael Echeverría, Felipe Hernández, Elio Montiel, Espartaco González, Olga Luzardo, Aníbal Mestre Fuenmayor, etc.
En 1942 la iglesia San Juan de Dios fue elevada a Basílica menor, adoptó su forma actual y la virgen de Chiquinquirá fue coronada patrona del Zulia.
Se construyeron nuevos barrios y urbanizaciones como el barrio Ziruma (colonia Wayuú) y Las Delicias (campo petrolero de la Shell), además de otras infraestructuras como el estadio Olímpico en 1945 (hoy Alejandro Borges) y el hipódromo de la Limpia (donde actualmente se encuentra Galerías Mall). La Universidad del Zulia, cerrada en 1902 por el gobierno de Cipriano Castro, fue reabierta en 1946 siendo Jesús Enrique Lossada el primer rector después de la reapertura. La construcción del puente General Rafael Urdaneta a cargo de un consorcio venezolano alemán rompe con el aislamiento de Maracaibo con la costa oriental del lago y el resto del país. Después de tres años de trabajo el puente es inaugurado, el 24 de agosto de 1962 por el presidente Rómulo Betancourt. Con una longitud de 8,67 km fue durante varios años el puente más largo del mundo en su tipo y sigue siendo una de las estructuras en hormigón armado más grandes del planeta.

### Época contemporánea
A lo largo de su historia en el siglo XXI la ciudad ha presentado una serie de incidencias, de las cuales las más importantes han sido las siguientes:
- El 5 de septiembre de 2017, la Comisión Nacional de Telecomunicaciones (Conatel) ordenó el cese de transmisión de la emisora Radio Fe y Alegría 88.1FM en Maracaibo.[28]
- El viernes 10 de agosto de 2018 hubo una falla eléctrica que dejó a gran parte de la ciudad sin energía por más de 144 horas.[29]

Entre marzo y abril de 2019, ocurrieron varios apagones a nivel nacional que afectaron la ciudad, se realizaron varios intento de saqueos en supermercados y centros comerciales, surgieron manifestaciones en diferentes puntos de Maracaibo por la falta de energía eléctrica y agua, mientras que los llamados colectivos amenazaban a las comunidades.
- En el Marco de la de la Celebración de los 492 años de la fundación de la ciudad de Maracaibo, la Fundación Luxburg-Carolathse realizó el traslado de los supuestos restos fúnebres y cenotafios de Ambrosio Alfinger para ser sepultados en el Cementerio El Cuadrado.[33] Sin embargo, la Academia de Historia del Estado Zulia publicó un comunicado en el cual rechazaba que este evento tuviera un carácter histórico y lo calificó de meramente simbólico, ya que los restos de Alfinger nunca fueron  encontrados. Además, mostró su preocupación por las actividades de la fundación debido a que en una declaración de 2020, uno de sus representantes manifestó a un medio de comunicación digital que dicha institución «fue responsable de la construcción del Puente sobre el Lago de Maracaibo General Rafael Urdaneta».[34]

## Geografía

Ubicación de Maracaibo en Venezuela.

Maracaibo se encuentra ubicada en la denominada planicie de Maracaibo, de territorio llano y plano con formación aluvial. Tiene baja fertilidad, bosque muy seco y tropical. Presenta buen drenaje de los suelos, caños y cañadas. La ciudad domina la entrada al lago de Maracaibo, el cual se halla unido al golfo de Venezuela a través del canal de navegación más grande de Sudamérica.[cita requerida]
El relieve de la ciudad es casi plano, su variada vegetación va de vegetación de sabana en los alrededores del lago de Maracaibo, pasando por xerófila en casi todo el territorio.
Maracaibo está ubicada en la salida del lago de Maracaibo, donde se inicia la boca del golfo de Venezuela y donde confluyen las vías de comunicación de la parte occidental de Venezuela, lo cual le ha permitido ocupar la segunda plaza como ciudad más importante de Venezuela y ser el tercer puerto del país.

### Clima

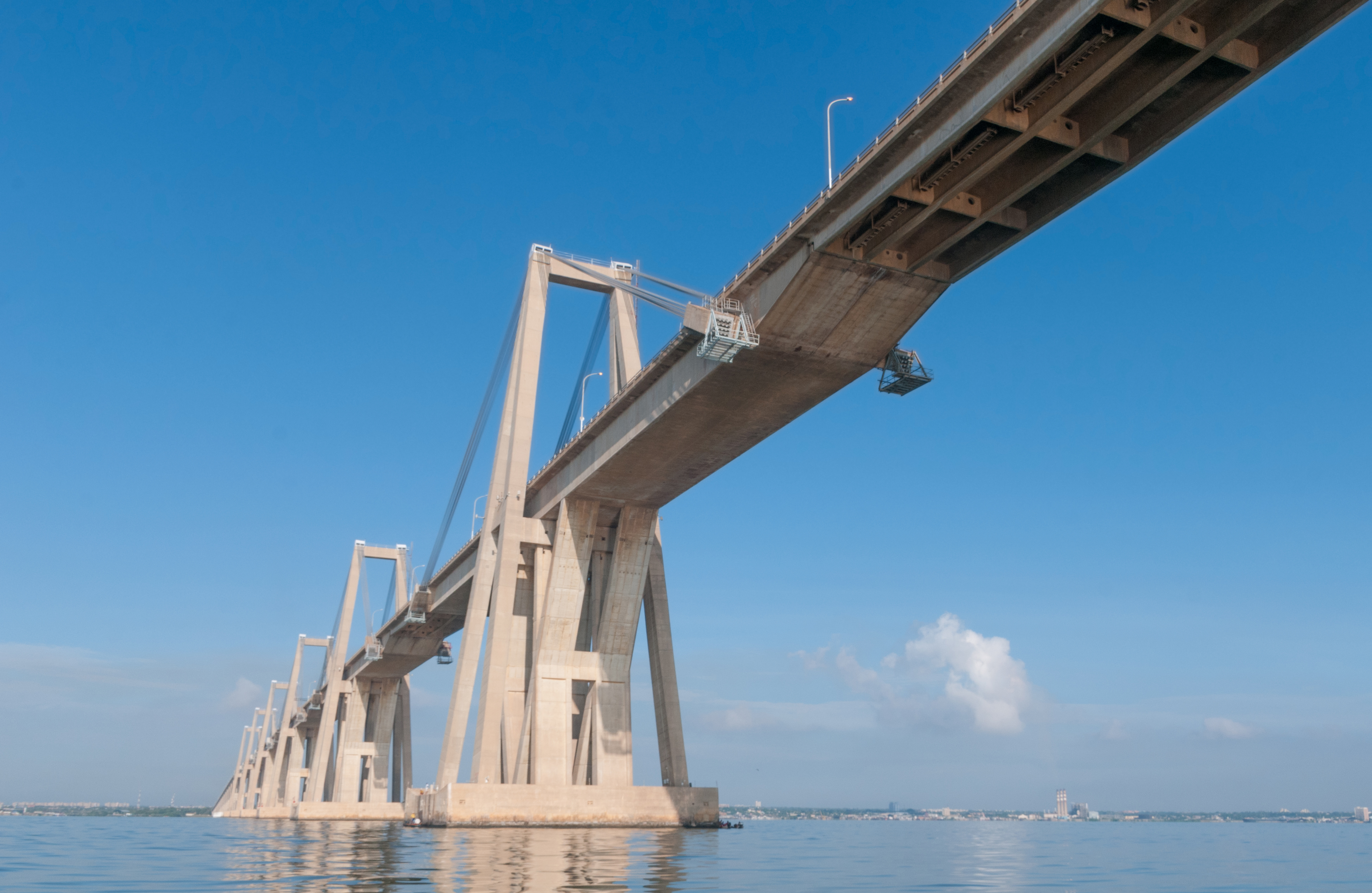
Día soleado en la ciudad con vista a Puente General Rafael Urdaneta.

Maracaibo experimenta un clima semiárido cálido (Köppen, BSh)  siendo esta una de las ciudades de Venezuela donde se registran las mayores temperaturas: posee un clima muy caluroso, solo atenuado por la influencia moderadora del lago, desde donde entran los vientos alisios. El promedio de temperatura de registros históricos es de 29,7 °C. El área de Maracaibo posee uno de los mayores niveles de consumo per cápita de energía eléctrica de América Latina, debido a que la arquitectura que ha predominado en la ciudad desde los últimos 40 años no se adapta a las características climáticas propias de una ciudad tropical-costera, lo que conlleva a la utilización de grandes sistemas centralizados de aire acondicionado para hacer agradables los ambientes cerrados, todo esto a un enorme costo económico y ambiental poco sostenible en el tiempo.
En el pasado, el clima de la ciudad, así como en toda la costa del lago de Maracaibo, era insalubre debido a la combinación de altas temperaturas con alta humedad, siendo la zona un importante criadero de plagas de mosquitos. En la actualidad, los efectos de la urbanización y el control de plagas casi han erradicado este mal.
| Parámetros climáticos promedio de Maracaibo                                                                                                | Parámetros climáticos promedio de Maracaibo | Parámetros climáticos promedio de Maracaibo | Parámetros climáticos promedio de Maracaibo | Parámetros climáticos promedio de Maracaibo | Parámetros climáticos promedio de Maracaibo | Parámetros climáticos promedio de Maracaibo | Parámetros climáticos promedio de Maracaibo | Parámetros climáticos promedio de Maracaibo | Parámetros climáticos promedio de Maracaibo | Parámetros climáticos promedio de Maracaibo | Parámetros climáticos promedio de Maracaibo | Parámetros climáticos promedio de Maracaibo | Parámetros climáticos promedio de Maracaibo |
| Mes | Ene.                                        | Feb.                                        | Mar.                                        | Abr.                                        | May.                                        | Jun.                                        | Jul.                                        | Ago.                                        | Sep.                                        | Oct.                                        | Nov.                                        | Dic.                                        | Anual                                       |
| --- | ------------------------------------------- | ------------------------------------------- | ------------------------------------------- | ------------------------------------------- | ------------------------------------------- | ------------------------------------------- | ------------------------------------------- | ------------------------------------------- | ------------------------------------------- | ------------------------------------------- | ------------------------------------------- | ------------------------------------------- | ------------------------------------------- |
| Temp. máx. media (°C) | 32.5                                        | 32.8                                        | 33.1                                        | 33.1                                        | 33.1                                        | 33.6                                        | 36.1                                        | 35.2                                        | 33.6                                        | 32.5                                        | 32.4                                        | 32.5                                        | 35.1                                        |
| Temp. media (°C) | 27.7                                        | 28.0                                        | 28.6                                        | 29.0                                        | 29.1                                        | 29.3                                        | 29.5                                        | 29.6                                        | 29.1                                        | 28.3                                        | 28.3                                        | 27.9                                        | 28.7                                        |
| Temp. mín. media (°C) | 22.8                                        | 23.2                                        | 24.1                                        | 24.8                                        | 25.0                                        | 24.9                                        | 24.9                                        | 24.9                                        | 24.6                                        | 24.1                                        | 24.1                                        | 23.9                                        | 24.2                                        |
| Temp. mín. abs. (°C) | 19.2                                        | 18.8                                        | 20.4                                        | 20.7                                        | 20.5                                        | 20.2                                        | 21.0                                        | 20.2                                        | 20.2                                        | 20.0                                        | 20.6                                        | 18.9                                        | 18.8                                        |
| Lluvias (mm) | 10.1                                        | 30.1                                        | 50.0                                        | 70.0                                        | 80.0                                        | 35.0                                        | 14.0                                        | 30.9                                        | 64.0                                        | 114.4                                       | 49.9                                        | 18.9                                        | 567.3                                       |
| Días de lluvias (≥ 1.0 mm) | 0.6                                         | 0.3                                         | 0.6                                         | 3.6                                         | 6.1                                         | 6.7                                         | 3.6                                         | 5.8                                         | 8.1                                         | 9.2                                         | 5.3                                         | 1.7                                         | 51.6                                        |
| Horas de sol | 300.0                                       | 279.0                                       | 286.0                                       | 257.0                                       | 243.0                                       | 253.0                                       | 301.0                                       | 279.0                                       | 272.5                                       | 282.9                                       | 258.0                                       | 272.7                                       | 3284.1                                      |
| Humedad relativa (%) | 69.0                                        | 68.5                                        | 68.0                                        | 71.5                                        | 73.5                                        | 71.0                                        | 69.0                                        | 69.5                                        | 72.0                                        | 75.0                                        | 73.0                                        | 72.0                                        | 71.0                                        |
| Fuente: Estaciones Aeropuerto / La Cañada / Los Pozos; por INAMEH. Datos recogidos en un período de 7 años comprendidos entre 2024 y 2030. |                                             |                                             |                                             |                                             |                                             |                                             |                                             |                                             |                                             |                                             |                                             |                                             |                                             |

### Fauna y flora
La ciudad de Maracaibo se encuentra en la provincia biogegráfica del mismo nombre, la cual está caracterizada por varias especies de árboles nativos como el Curarire y la Vera. Dentro de la ciudad se han contabilizado al menos 133 especies de árboles ornamentales, entre las que destacan el Apamate y el cuji yaque como especies nativas, y el nim entre las especies exóticas.
El nim ha sido cultivado desde 1997 con el objetivo de disminuir las altas temperaturas presentes en casi todo el año. Este árbol tiene la principal característica de soportar altas temperaturas y crecer sin mucha agua, además de producir una gran cantidad de sombra, crecimiento rápido en relación con especies autóctonas. Pero a este árbol se le ha atribuido la desaparición de especies de aves, debido a que es un árbol tóxico para las especies de la región, dejándolas estériles. Incluso se le han atribuido casos de muerte de humanos debido al consumo de esta planta con un nivel de toxicidad alto.[cita requerida]
Dentro de la zona protectora de la ciudad se han registrado al menos 11 especies de anfibios, 24 de reptiles y más de 50 especies de mariposas.

### Contaminación del Lago de Maracaibo

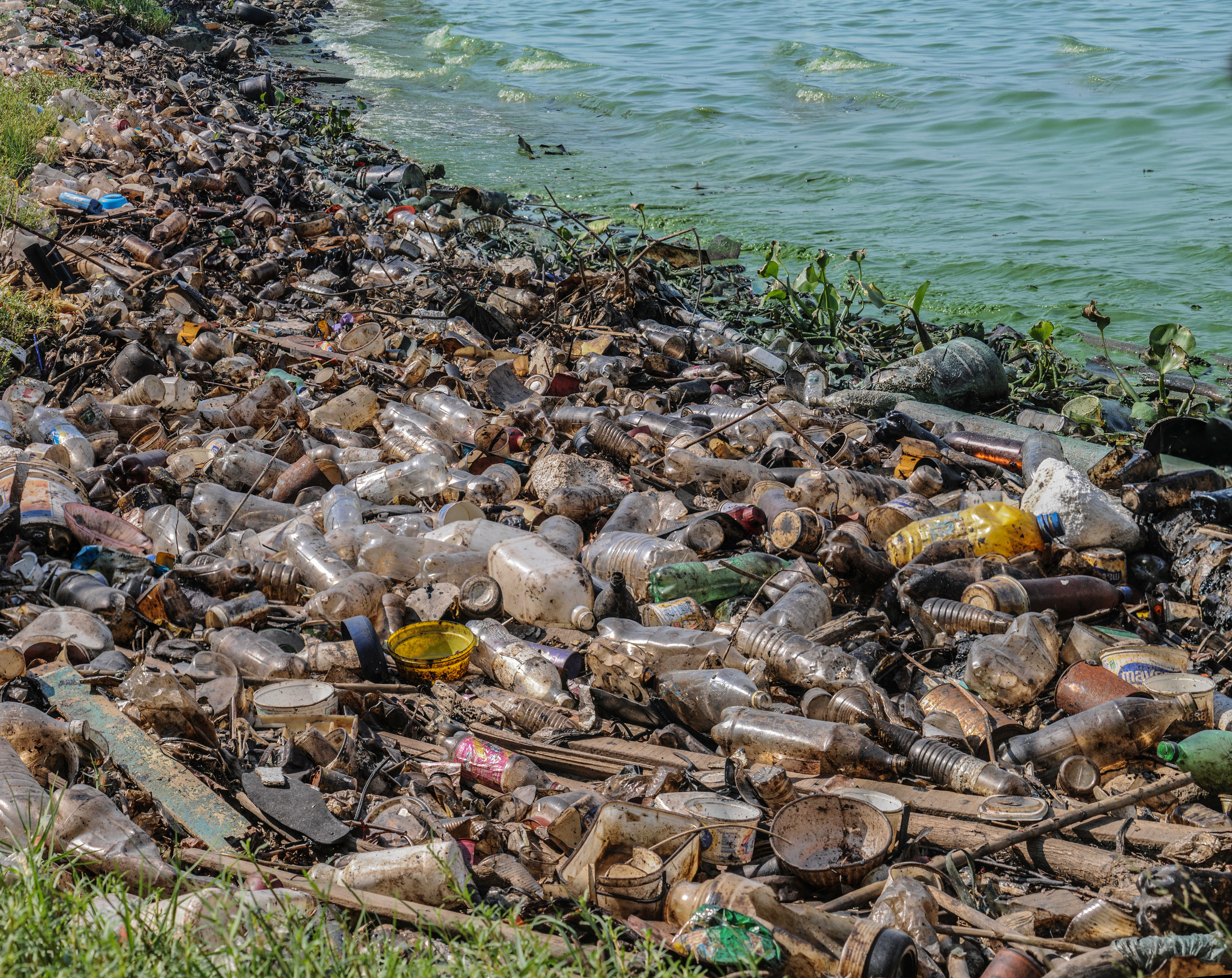
Aguas del lago de Maracaibo contaminadas por variados desechos humanos.

El desarrollo de la región zuliana, trajo consigo también una sobreexplotación del lago de Maracaibo de forma inescrupulosa hasta tal punto que hoy en día está contaminado casi en su totalidad. La explotación petrolera con los innumerables derrames que han ocurrido dentro del lago debido a desperfectos mecánicos que han hecho encallar a buques de gran calibre, han cubierto el fondo del lago de un tinte negruzco que es muy visible sobre todo en las costas en donde se puede apreciar rocas cubiertas completamente por esta sustancia pegajosa, el petróleo.
Alrededor del lago existen gran cantidad de sembradíos de productos de la agricultura diversos que se extiende a zonas de cientos de miles de hectáreas que es completamente visible desde el espacio; gran parte de estas áreas para su producción utilizan pesticidas y fertilizantes que luego son vertidos al lago de Maracaibo, dejando una secuela enorme e influyó en la aparición de la lenteja acuática Lemna obscura que aprovecha estos fertilizantes residuales para su crecimiento de forma incontrolada. Desde su aparición, el problema de la lemna cada año en meses de sequía que es cuando llega, ha ido aumentando progresivamente, pudiéndose medir en las últimas observaciones 1870 km², un 15 % de la superficie del lago.

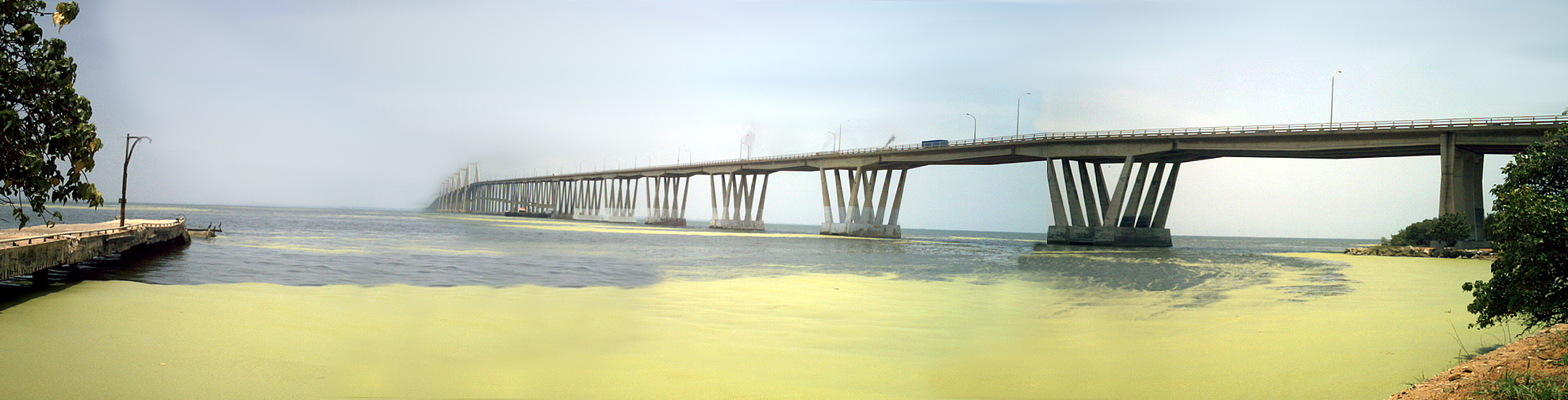
Lemna en las cercanías del puente Rafael Urdaneta.

La lemna, al impedir el paso de la luz también impide el ciclo de vida de las especies dentro del lago, modificando dramáticamente el ecosistema y matando a todas las algas y plantas situadas en el fondo del lago que se ven impedidas de realizar su proceso de fotosíntesis por falta de luz. Al final de este proceso la misma lemna muere dejando con ello emisiones tóxicas que contaminan de enfermedades pulmonares y de la piel ocasionados como reacción alérgica por la materia muerta en grandes cantidades de la lenteja acuática.
Se ha contemplado por estudios realizados por biólogos marinos que el problema no es eliminar la lemna en sí, ya que ésta lo que hace es consumir los fertilizantes en exceso derramados en el lago, sino que se debe atacar el problema de raíz consiguiendo alternativas no contaminantes que puedan ser usados por la industria agricultora de la región.
Otro factor contaminante es que el lago es usado como basurero y desagüe de aguas negras de la ciudad por parte de los habitantes de Maracaibo, Cabimas y las poblaciones circundantes alrededor del lago de Maracaibo. Una solución a este problema sería la creación de plantas de tratamiento para filtrar las aguas negras antes de verterlas sobre el Lago a fin de brindar una calidad de agua menos contaminada. Otra solución sería el tratamiento del lago por ósmosis inversa, sin embargo, este tratamiento es bastante costoso.

## Demografía
Maracaibo fue fundada por alrededor de 30 familias, y en una visita del obispo mariano Martí, en 1774, se contaron 10.312 habitantes, en 1.283 casas. El municipio cuenta con 1 972 040 habitantes en 2023, según estadísticas basadas el último Censo de Población y Vivienda del Instituto Nacional de Estadística para el 2011.
| Gráfica de evolución demográfica de Maracaibo entre 1774 y 2011 |
| |
| Población según el "Diccionario geográfico del estado Zulia". Población según la obra "Estudios sobre la población de la ciudad de Maracaibo". Población según el censo de 1936. Población según la colección enciclopédica GeoVenezuela de Pedro Cunill Grau, Capítulo 24, Áreas metropolitanas. Población según el censo de población 2011 del Instituto Nacional de Estadística de Venezuela. |

| Municipio                  | ! % de pobreza | % de pobreza extrema |
| -------------------------- | -------------- | -------------------- |
| 1. Municipio Maracaibo     | 17.88%         | 7.03%                |
| 2. Municipio San Francisco | 25.46%         | 10.08%               |
| 3. Municipio Mara          | 29.80%         | 29.55%               |
| 4. Jesús Enrique Lossada   | 30.21%         | 25.83%               |
| 5. La Cañada de Urdaneta   | 22.03%         | 13.42%               |

### Área metropolitana
Debido a su gran crecimiento desde hace décadas atrás por convertirse en un punto importante de la economía nacional, Maracaibo ha tomado jerarquía sobre varios de sus municipios aledaños por su extensión hacía los mismos por la cantidad de población que en ella habita actualmente, la ciudad como tal se ubica en el Municipio Maracaibo, pero con su extensión esta ha tomado parte geográfica de municipios como San Francisco, en el cual se extienden diferentes zonas de la ciudad y también toma un área de influencia importante en Municipios como; Mara, Jesús Enrique Lossada, La Cañada de Urdaneta entre los más cercanos, mientras que también mantiene cierta jerarquía sobre Municipios como; Cabimas, Lagunillas, Miranda, Santa Rita y Simón Bolívar.
La población del área urbana de la ciudad es de 2 millones de personas, mientras que contando sus municipios aledaños y los integrantes de su aglomeración, esta supera los 3 millones de habitantes, convirtiéndola en la 2° ciudad más poblada de Venezuela y una de las principales aglomeraciones de América Latina.

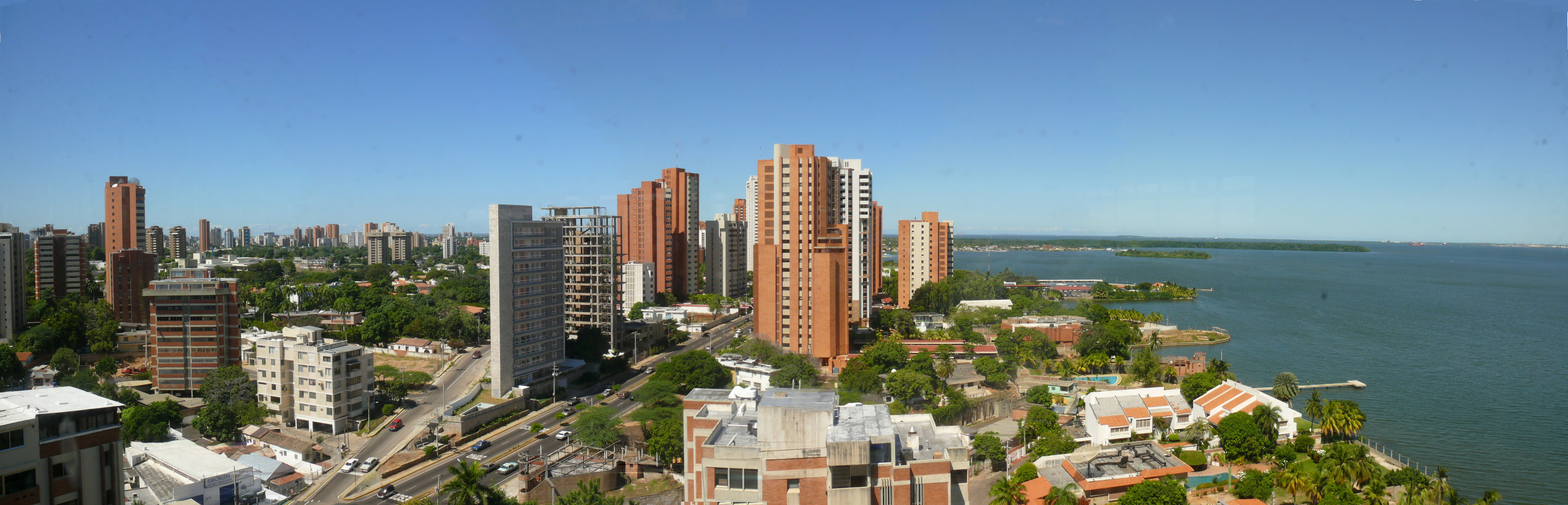
Paisaje de Maracaibo.

### Composición étnica
A principios de la época petrolera que nació en esta región, la población estaba compuesta fundamentalmente por colonos españoles y sus descendientes, con una gran incidencia de personas mestizas (mezcla entre europeos e indígenas) que se dieron a raíz de la llegada de los europeos a tierras venezolanas, ligándose estos a los pobladores nativos de las diferentes regiones del país, que se dividían en diferentes grupos y etnias, pero todas eran colonias indígenas.
Luego de unas décadas y de los acontecimientos de la Primera Guerra Mundial y la Segunda Guerra Mundial, llegaron a la ciudad y a su espacio geográfico inmigrantes de diferentes partes de Europa y del mundo. Los principales grupos provenían de países como: España, Italia, Portugal y, en menor magnitud, pero también importante, de: Líbano, Alemania, Polonia, Suiza y Hungría, entre otros.
La migración asiática y regional también fue importante en la población de la ciudad, y hubo importantes grupos de poblaciones provenientes de: Colombia, Argentina, República Dominicana, Haití, Perú, China, Japón, India y Siria, entre otros.
En la actualidad,[cita requerida] con una población totalmente diversificada y de herencias mixtas y diversas, la población cuenta con diferentes características particulares (tradiciones, culturas, religiones, creencias) que dan una tonalidad diferente en cada uno de los grupos que llegaron a la nación desde épocas anteriores a la actual, dividiéndose también en diferentes grupos étnicos, entre los cuales se identificaron cada uno comúnmente por los siguientes grupos:
- Blancos: 55,0%
- Mestizos: 35,5%
- Negros/afrodescendientes: 2,0%
- Amerindios: 1,2%
- Otros (orientales, asiáticos, árabes, gitanos): 6,3%

## Gobierno y política
El Municipio Maracaibo en la actualidad está conformado por 18 parroquias, las cuales son:
| Idelfonso Vásquez Venancio Pulgar Antonio Borjas Romero San Isidro Francisco Eugenio Bustamante Luis Hurtado Higuera Manuel Dagnino Cristo de Aranza Cecilio Acosta Cacique Mara Raúl Leoni Caracciolo Parra Pérez Chiquinquirá Juana de Ávila Coquivacoa Olegario Villalobos Bolívar Santa Lucía | \| Parroquia \| \| ---------------------------- \| \| Antonio Borjas Romero \| \| Bolívar \| \| Cacique Mara \| \| Caracciolo Parra Pérez \| \| Cecilio Acosta \| \| Chiquinquirá \| \| Coquivacoa \| \| Cristo de Aranza \| \| Francisco Eugenio Bustamante \| \| Idelfonso Vásquez \| \| Juana de Ávila \| \| Luis Hurtado Higuera \| \| Manuel Dagnino \| \| Olegario Villalobos \| \| Raúl Leoni \| \| San Isidro \| \| Venancio Pulgar \| |
| Parroquia | |
| Antonio Borjas Romero | |
| Bolívar | |
| Cacique Mara | |
| Caracciolo Parra Pérez | |
| Cecilio Acosta | |
| Chiquinquirá | |
| Coquivacoa | |
| Cristo de Aranza | |
| Francisco Eugenio Bustamante | |
| Idelfonso Vásquez | |
| Juana de Ávila | |
| Luis Hurtado Higuera | |
| Manuel Dagnino | |
| Olegario Villalobos | |
| Raúl Leoni | |
| San Isidro | |
| Venancio Pulgar | |

El municipio de Maracaibo constituye una entidad local que goza de autonomía; es el municipio más poblado e importante del estado Zulia, del que constituye su capital. Desde las reformas hechas a la ley Orgánica de Régimen Municipal entre 1988 y 1989, se le permitió escoger directamente al alcalde (poder ejecutivo local), además del Concejo Municipal que constituye el poder legislativo local.

### Poder ejecutivo municipal
Con las reformas iniciadas entre 1988 y 1989 se permitió la elección directa de los alcaldes del municipio de Maracaibo por el voto de los ciudadanos:
está representado por 3 niveles a nivel territorial. municipal, estadal, y nacional. ejecuta las decisiones del poder público, gobierna y administra el estado, cumple y hace cumplir las leyes, además de proponer leyes.

## Economía
Durante el siglo pasado, el estado Zulia fue el principal proveedor de la producción petrolera de Venezuela, consolidando a Maracaibo como la segunda ciudad más importante después de Caracas. Sin embargo, el descenso en la producción petrolera ha llevado al cierre de numerosas empresas, con una consiguiente crisis económica. Esta situación ha limitado las oportunidades de empleo, afectando directamente el ingreso de las familias. La ciudad enfrenta problemas de escasez de alimentos y servicios básicos, llevando a problemas de nutrición, en especial entre los habitantes de zonas populares. Según Carolina Real, de la Fundación Levántate, "la gente no tiene qué comer", lo que agrava los problemas de salud en la población. Los hospitales, si bien reciben un alto número de pacientes, enfrentan la falta de insumos, medicamentos y servicios básicos, como lo destaca Dora Colmenares, médico cirujano local. Maracaibo ha sido duramente golpeada por problemas en los servicios eléctricos, con frecuentes y prolongados cortes. La escasez de combustible, paradójicamente en una ciudad con tradición petrolera, ha llevado a largas filas en estaciones de servicio, y ha dado pie a negocios informales y denuncias de corrupción relacionadas con el abastecimiento.

### Crecimiento
Maracaibo fue establecida hace más de cuatro siglos, sin embargo, su crecimiento fue lento debido a que la ciudad poco ofrecía para satisfacción de los extranjeros, y por el constante acoso de los aborígenes a todo aquel que poblase la ciudad, sin contar los numerosos ataques recibidos por piratas. Todos estos factores influyeron para que la población de Maracaibo creciera tardíamente en relación con el resto de las localidades venezolanas. Incluso, en el año 1531, durante la primera fundación de la ciudad, su actividad fue casi nula, por lo que Nicolás Federmann ordenó trasladar su población en 1535 a la actual Colombia.
Sin embargo, la insistencia de la fundación de un poblado donde hoy en día se encuentra Maracaibo denota las perspectivas de crear un centro portuario en este lugar. La topografía marabina no es favorable ni atractiva para la población, pero su estratégica situación geográfica le ayudó como punto de desarrollo poblacional, logrando prosperar hasta asumir el control del occidente venezolano y creando una dependencia del país respecto a su hinterland, el Estado Zulia.

Hoy en día, Maracaibo es sede de muchas empresas a nivel regional, nacional e internacional, así como el lugar de fundación del primer Banco Privado de Venezuela, el Banco de Maracaibo, el cual desapareció y su puesto en la región lo ocupó el Banco Occidental de Descuento (BOD), ahora Banco Nacional de Crédito.

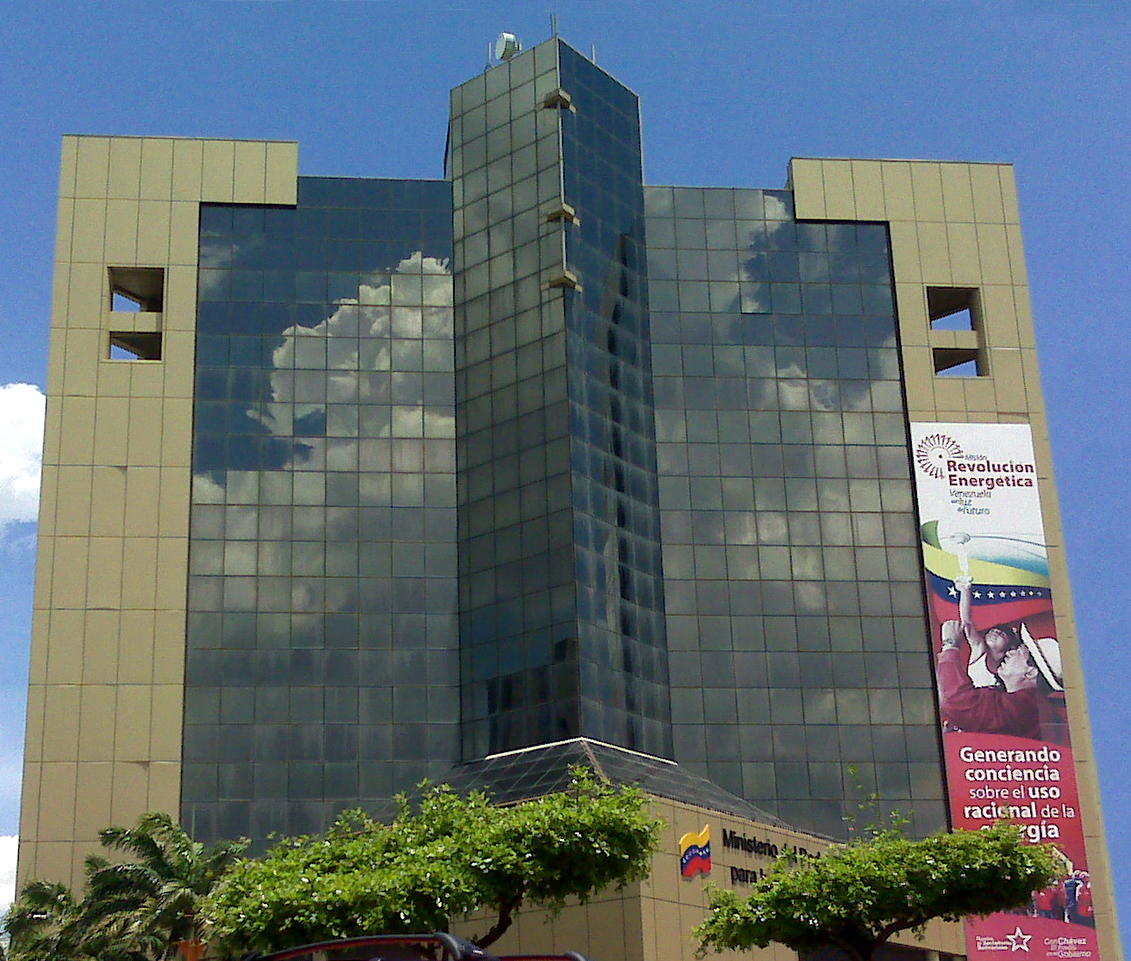
Sede principal del Ministerio del Poder Popular de Petróleo y Minería.

### El café y el petróleo

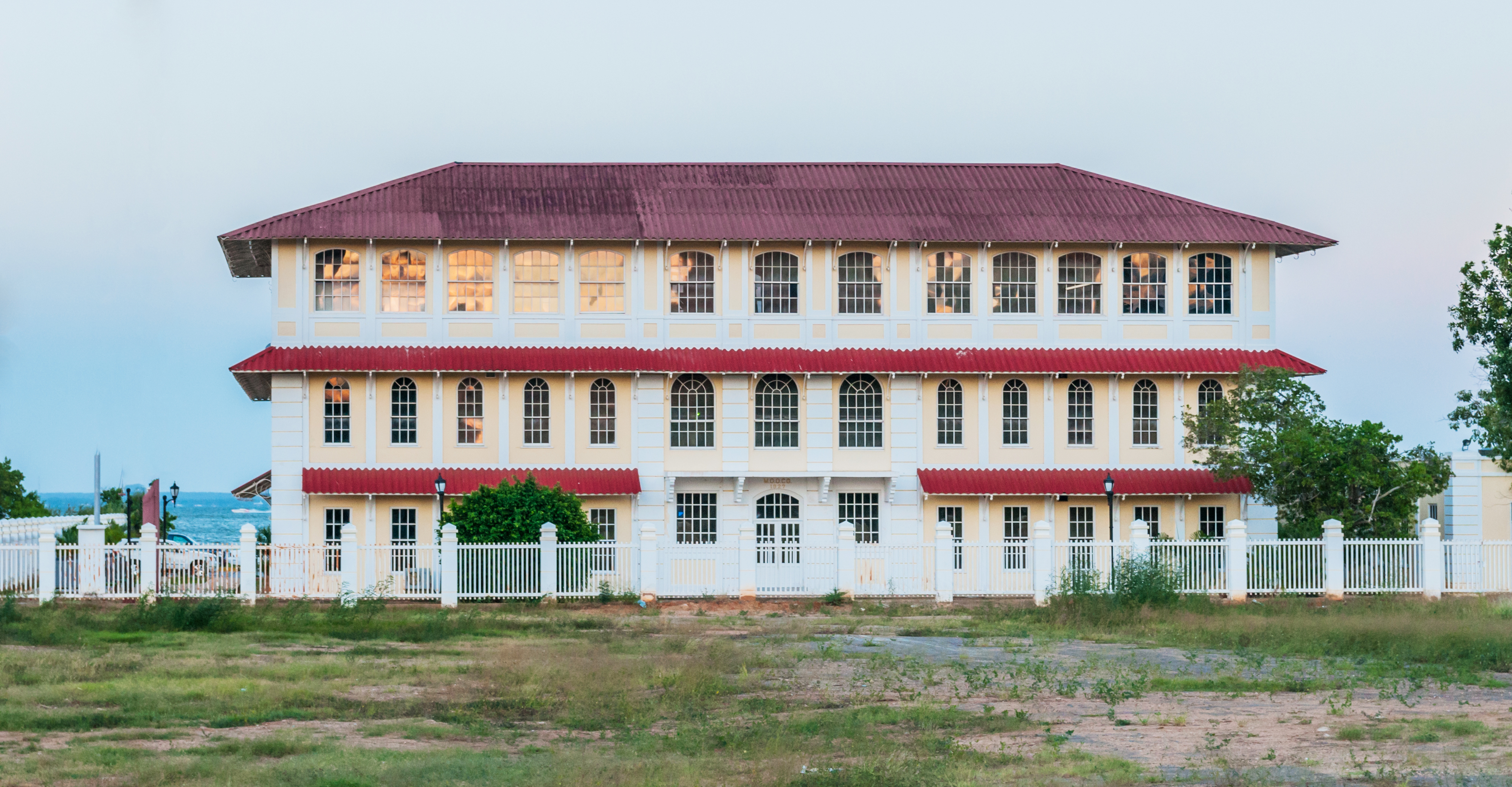
Antiguo edificio de la Mene Grande Oil Company.

La ciudad no adquiere importancia sino hasta el año 1876, cuando el puerto de Maracaibo se convirtió en el centro exportador del café proveniente de la región andina colombo-venezolana, actividad que se mantuvo hasta 1917, fecha en la que se descubrió el petróleo en la Costa Oriental del Lago de Maracaibo. El reventón del pozo Barroso 2 en 1922 reveló el gran potencial de hidrocarburos en la cuenca del lago de Maracaibo y en particular del campo Costanero Bolívar uno de los mayores a nivel internacional. Maracaibo se convirtió en una de las capitales mundiales del petróleo y se inició una migración masiva de familias tanto de origen venezolano como extranjero, que se asentaron tanto en Maracaibo como en otras poblaciones más pequeñas del Estado Zulia.
Las grandes empresas transnacionales tenían sus oficinas en Maracaibo incluyendo la Royal Dutch Shell, Standard Oil of New Jersey (Creole Petroleum Corporation), Standard Oil Company of New York (Socony), Gulf Oil, Standard Oil of California (Chevron), Mobil Oil, Pan American Petroleum, Texaco, Sinclair y Occidental así como empresas nacionales como CVP, Petrolera Mito Juan, Talon Petroleum entre otras. El 1 de enero de 1976 el gobierno nacional estatiza la industria petrolera y al crearse PDVSA como empresa matriz las filales mayoritarias Maraven, S.A., Lagoven, S.A. y Corpoven, S.A. mantuvieron sus oficinas operativas en Maracaibo. En 1997, PDVSA decide realizar un cambio en su estructura funcional, eliminando la figura de las filiales operadoras e integrando las actividades que por separado llevaban todas ellas en las áreas de exploración, producción, mercadeo, servicios y producción gasífera. En su lugar, se estableció una nueva estructura de operaciones basada en unidades de negocio. Como consecuencia de ello, las filiales cesaron operaciones el 31 de diciembre de 1997 y todos sus activos pasaron a ser controlados directamente por su casa matriz PDVSA, renombrando la entidad combinada como PDVSA Petróleo y Gas, S.A.

### Presente

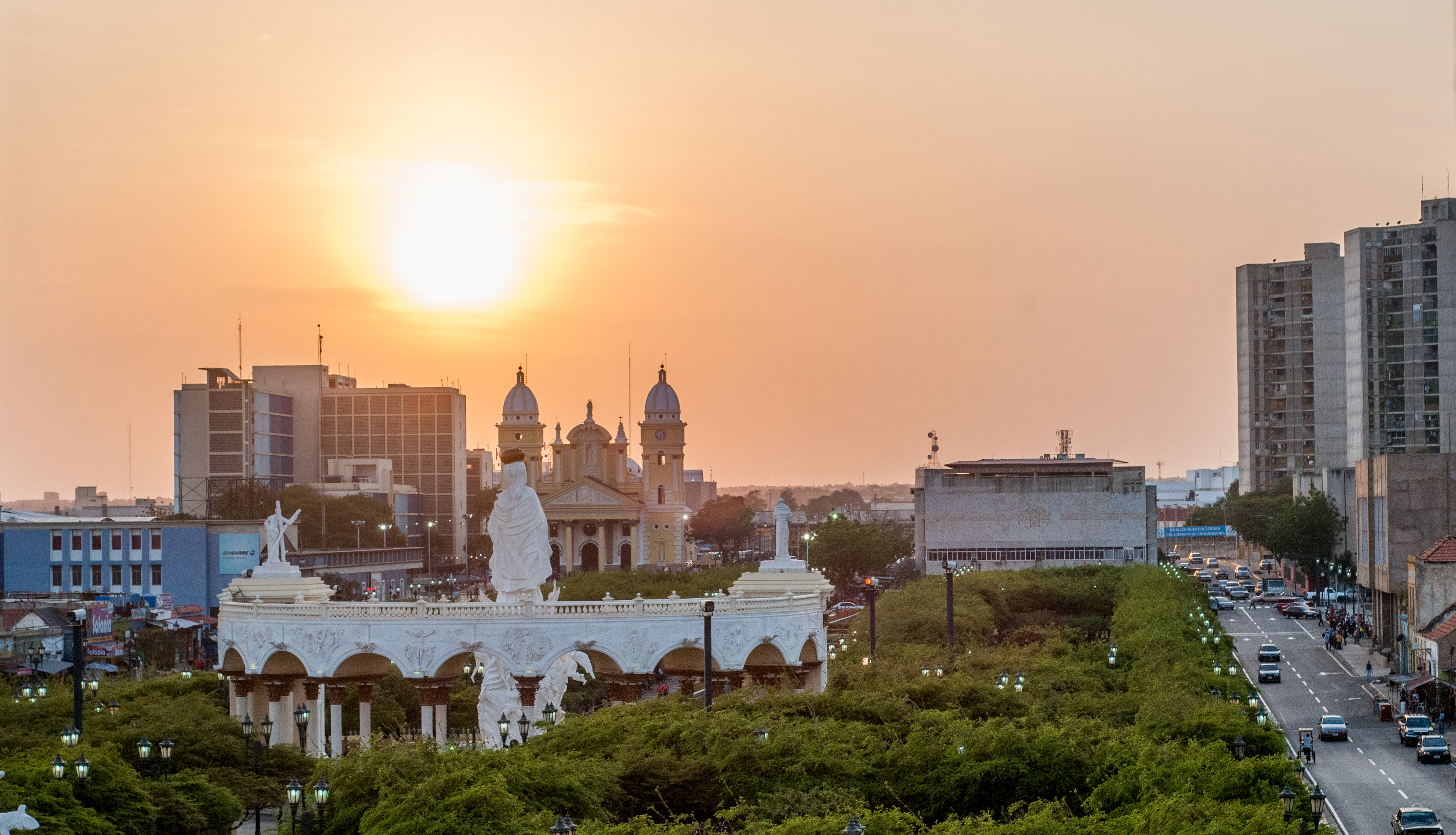
Atardecer en la Ciudad.

En la ciudad se encuentran ejemplos de arquitectura colonial y museos. En el centro de la ciudad se encuentra la Basílica de Nuestra Señora de Chiquinquirá, patrona del Zulia, llamada cariñosamente La Chinita. A esta imagen de la Virgen cada 18 de noviembre le rinden culto multitudinario todos sus fieles, quienes depositan sus ofrendas por deseos cumplidos o por promesas hechas, ofrendas que generalmente son joyas de oro y piedras preciosas.
Los palafitos se convirtieron en casas, y las casas en edificios. El crecimiento urbano y comercial fue masivo después del descubrimiento del petróleo en el Zulia. En la actualidad, el área urbana alcanza los 176 km² y el área rural los 217 km². El desarrollo inusitado de la ciudad, a partir del descubrimiento, extracción e industrialización del petróleo, trajo como consecuencia la problemática de la contaminación del Lago de Maracaibo.

### Crisis y prostitución infantil en Zulia
En los últimos años, Zulia ha sido testigo de la creciente prostitución infantil, principalmente en la ciudad de Maracaibo. Un informe publicado en 2016 por la BBC documentó cómo las niñas, especialmente las de la etnia wayuu, se ven obligadas a entrar en la prostitución debido a la aguda crisis económica que atraviesa el país.
En lugares como el Mercado Los Plataneros de Maracaibo, se estima que alrededor de 20 menores de edad practican la prostitución. A menudo estas jóvenes trabajan inicialmente vendiendo productos, pero debido a las presiones económicas, se ven empujadas hacia la prostitución. Las niñas a menudo intercambian actos sexuales por cantidades mínimas de dinero, apenas lo suficiente para comprar comida básica.
La desnutrición infantil en Zulia se ha acercado al 20%, y se estima que la pobreza afecta a 80% de los habitantes de la región, un aumento significativo desde una década atrás cuando el índice era del 55%. Estos problemas socioeconómicos, combinados con un entorno que carece de un fuerte control policial y protecciones legales, han creado un ambiente donde las niñas y adolescentes son particularmente vulnerables a la explotación.
A pesar de los intentos ocasionales de las autoridades por abordar el problema, las instituciones locales a menudo se ven superadas y carecen de los recursos necesarios para proteger a estas jóvenes o proporcionar alternativas económicas.

## Transporte
Aunque el sistema de transporte público en la ciudad suele ser deficiente en cuanto a calidad y disponibilidad del servicio, existen rutas urbanas que cubren casi la totalidad de su casco. Existe lo que se conoce como los «carritos por puesto», los cuales son una modalidad en desuso en casi todo el país, pero que persevera dada la demanda de la población. Estos son vehículos para seis pasajeros (incluyendo al chofer), que cubren rutas específicas y en las cuales se cancelan pasajes al estilo de una unidad autobusera. Cada ruta posee dos tarifas: una corta y una larga dependiendo del trayecto a ser recorrido por cada pasajero. Existen también numerosas rutas de transporte autobusero que recorren la ciudad y que convergen en paradas ubicadas en su mayoría en las inmediaciones del casco central. Para recorridos turísticos existe una cadena de tranvías que visita los puntos de interés en la ciudad.

### Aeropuertos y puertos

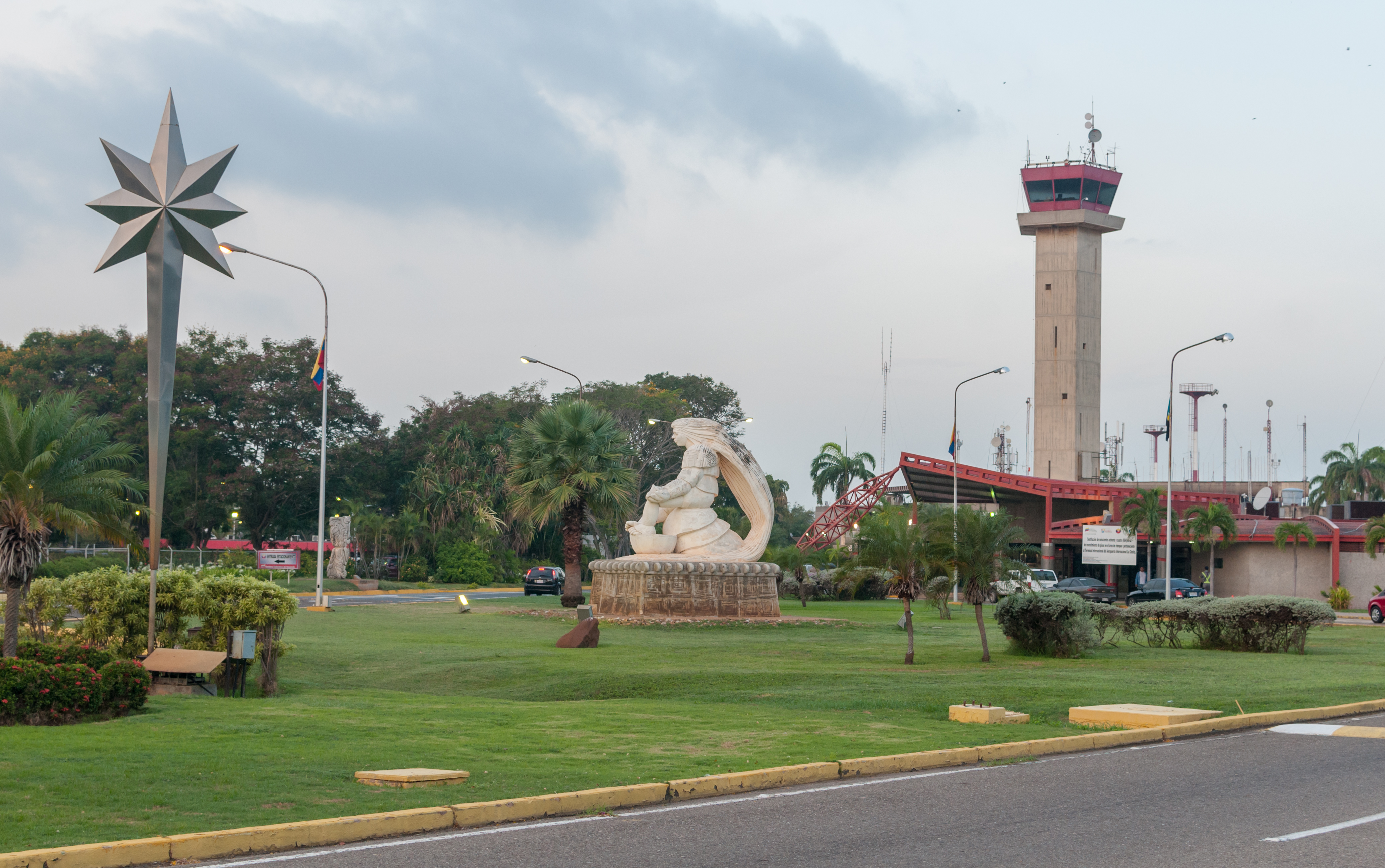
Fachada del Aeropuerto Internacional de La Chinita.

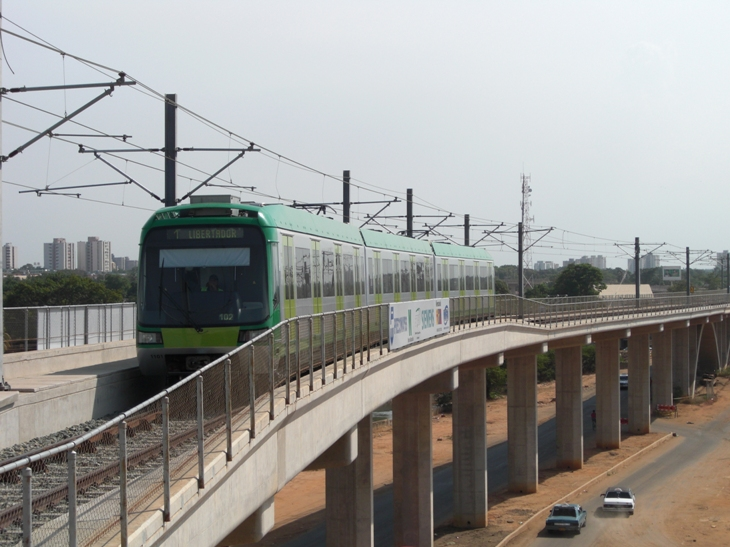
Metro de Maracaibo llegando a la estación Sabaneta.

Maracaibo cuenta con el Aeropuerto Internacional de La Chinita, ubicado muy cerca de la ciudad y con destinos al resto del país y a otros países de América. La Base Aérea Rafael Urdaneta de la Fuerza Aérea Venezolana opera también en las instalaciones del aeropuerto, donde se encuentra el Grupo Aéreo de Operaciones Especiales N.º 15 equipado con los aviones OV-10 (Broncos) para el resguardo de la frontera de la nación.
La ciudad cuenta con el tercer puerto más importante del país por su volumen de cargas, el puerto de Maracaibo.
Aeropuertos internacionales conectados al Aeropuerto Internacional de La Chinita
| Ciudad        | Aeropuerto                               |
| ------------- | ---------------------------------------- |
| Panamá        | Aeropuerto Internacional de Tocumen      |
| Santo Domingo | Aeropuerto Internacional de Las Américas |

### Metro
El Metro de Maracaibo fue inaugurado de manera preoperativa (las dos primeras estaciones, Altos de la Vanega y El Varillal) el 25 de noviembre de 2006.
Para agosto de 2007 se puso en servicio la estación El Guayabal, y en mayo de 2008 se puso en marcha la estación número 4 (Sabaneta); para 2009 se alcanzaron las 6 estaciones inauguradas, lo cual permite el traslado económico y seguro de las personas desde el sector Altos de la Vanega hasta el centro de la ciudad.

## Cultura

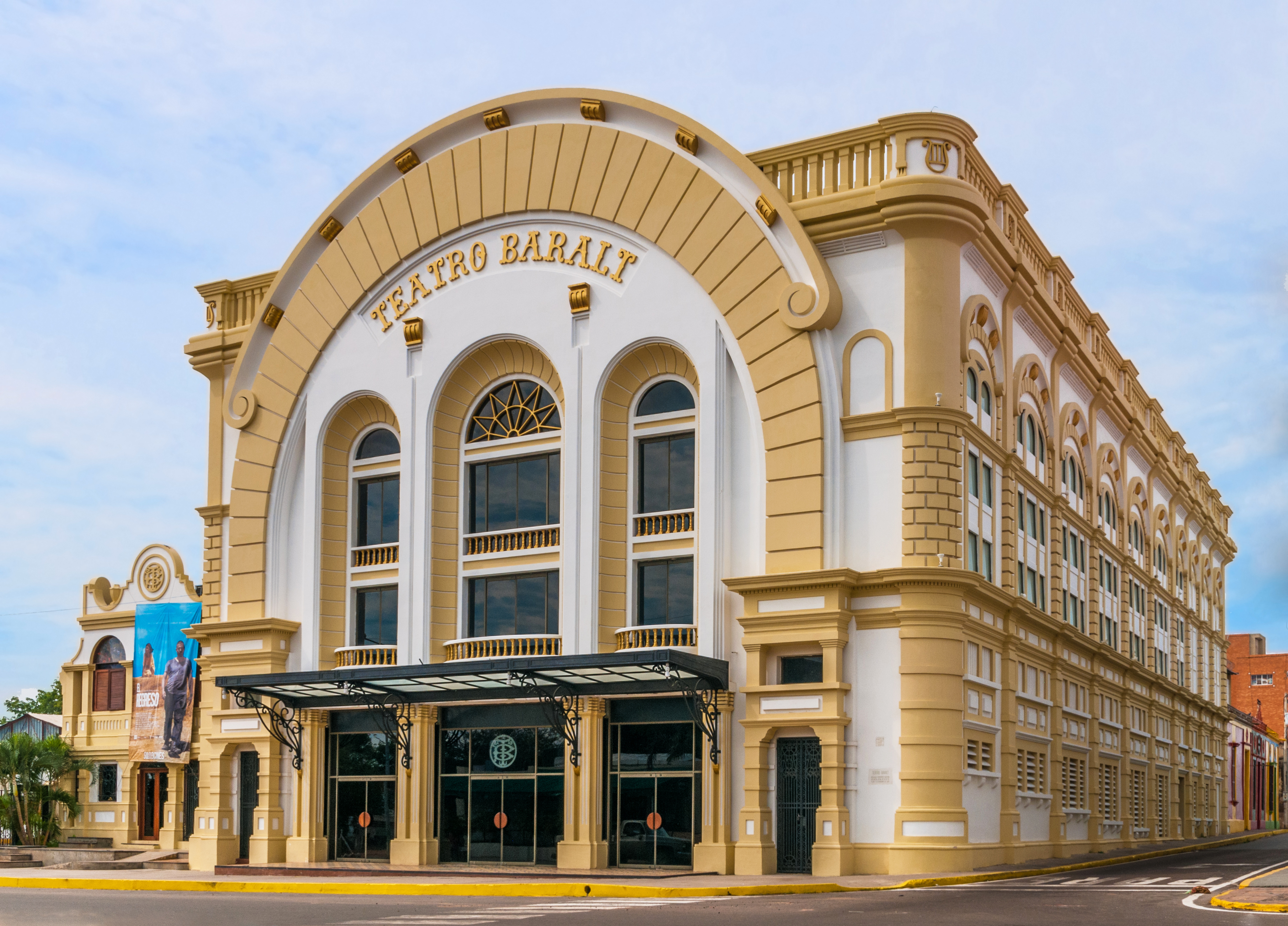
Teatro Baralt.

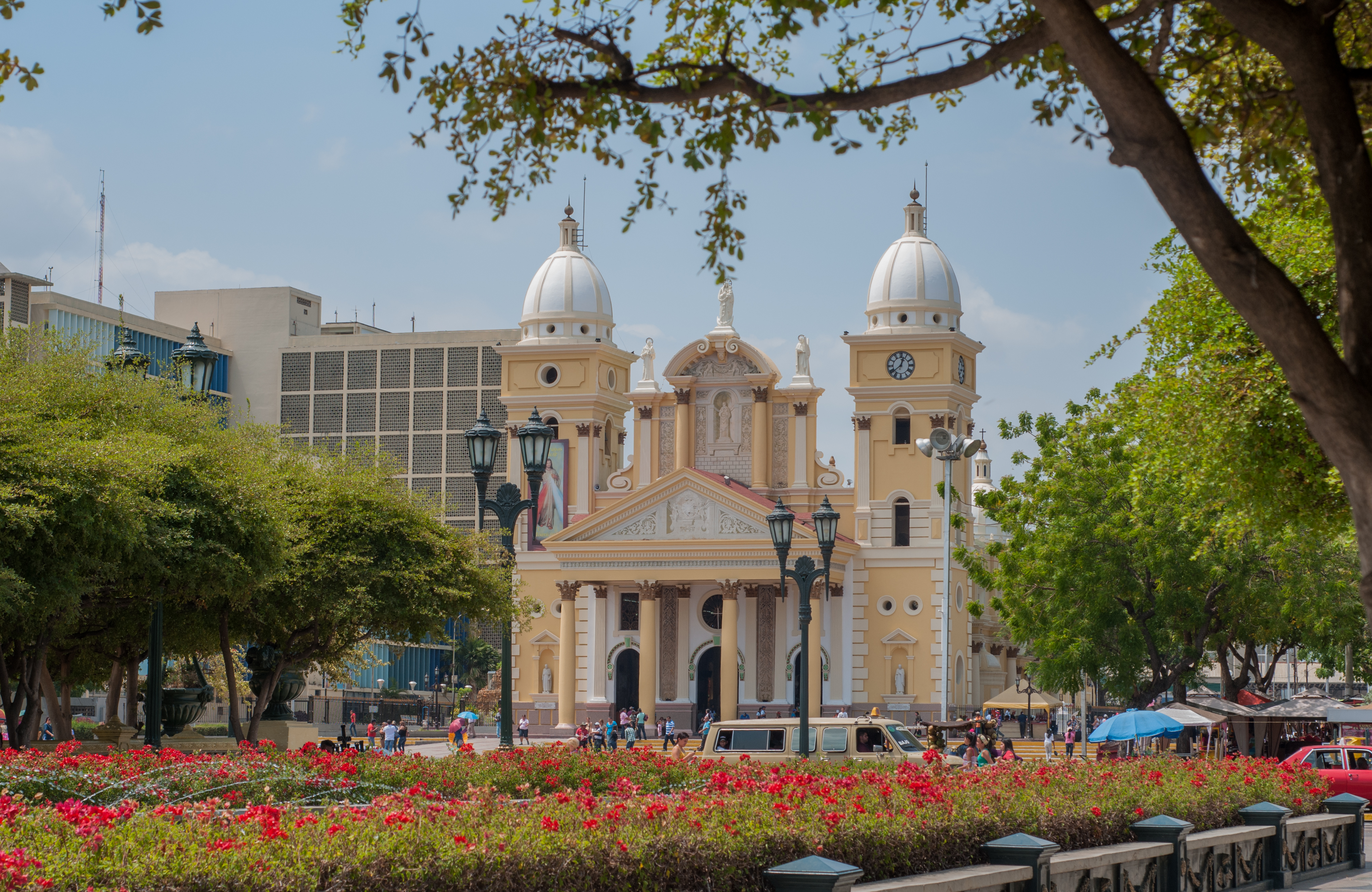
Basílica de Nuestra Señora de Chiquinquirá

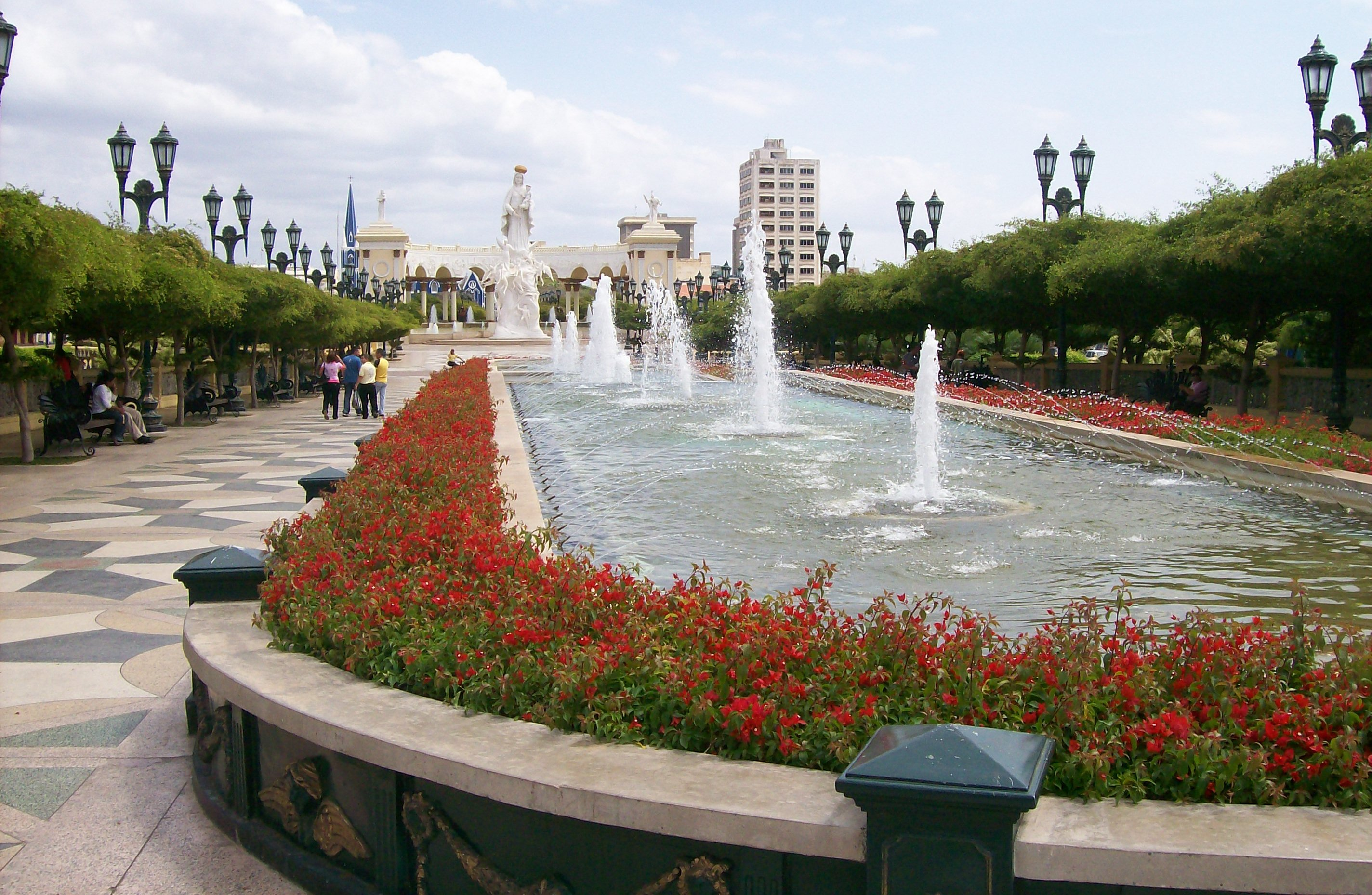
Monumento a la Chinita.

Su música, la gaita zuliana, que se escucha tradicionalmente en la temporada navideña, que se inicia muy temprano, con el alumbrado de la avenida Bella Vista y el encendido del ángel de amparo, unos días previos a La Fiesta de La Chinita. La gaita zuliana trasciende a lo estrictamente zuliano y se ha convertido en la música navideña en Venezuela. El teatro Baralt fue el primer escenario donde se proyectó una película cinematográfica en el país, el 11 de julio de 1896.
Maracaibo estuvo culturalmente separada del resto del país por razones geográficas e históricas. La cultura marabina tiene influencia andaluza debido los conquistadores españoles y aplica el voseo —en vez de usted, o de tú— para el habla cotidiana. Así, el voseo, el hablar rápido y el tono fuerte, produjeron un estilo particular de comunicarse que hoy en día es una "marca de origen" para quien lo habla. "Qué fue, ¿cómo estáis vos?", se oye decir en las calles de la ciudad.
Más adelante llegaron otras culturas como la italiana y alemana a finales del siglo XIX. En 1962 se inaugura el puente General Rafael Urdaneta y la comunicación terrestre con el resto del país dejó de depender de la carretera Machiques-Colón y de los limitados ferris que pasaban vehículos de una costa a la otra. También hay comunidades religiosas no católicas muy importantes que han enraizado en la ciudad, por ejemplo, grupos protestantes como los presbiterianos, bautistas y pentecostales, así como judíos y musulmanes, La Iglesia de Jesucristo de los Santos de los Últimos Días, entre otros. Templos evangélicos como el de la Iglesia Evangélica del Salvador, la Iglesia Cristiana Evangélica Pentecostal de la Cruz y Christ Church, el templo San Pablo, forman ya parte del acervo histórico y arquitectónico de la ciudad.
Esto, aunado con el boom petrolero iniciado en 1914, viene a conformar una nueva Maracaibo, con migraciones de venezolanos venidos principalmente de Margarita, Los Andes y Falcón, quienes buscaban mejores condiciones de vida con el petróleo.
Maracaibo es la ciudad con mayor índice de accidentes automovilísticos por cápita de Iberoamérica [cita requerida]. Esto se ha intentado solucionar colocando semáforos, reductores de velocidad (llamados popularmente policías acostados) y luego personal de tránsito terrestre (la institución encargada de resguardar las vías públicas en Venezuela) para crear cultura del buen manejo.
Entre otras de las cosas tradicionalmente importantes de la cultura zuliana, se encuentra la Feria de la Chinita, celebración que dura desde el 17 hasta el 19 de noviembre, en honor a la aparición de la Virgen de Chiquinquirá.

### Gastronomía

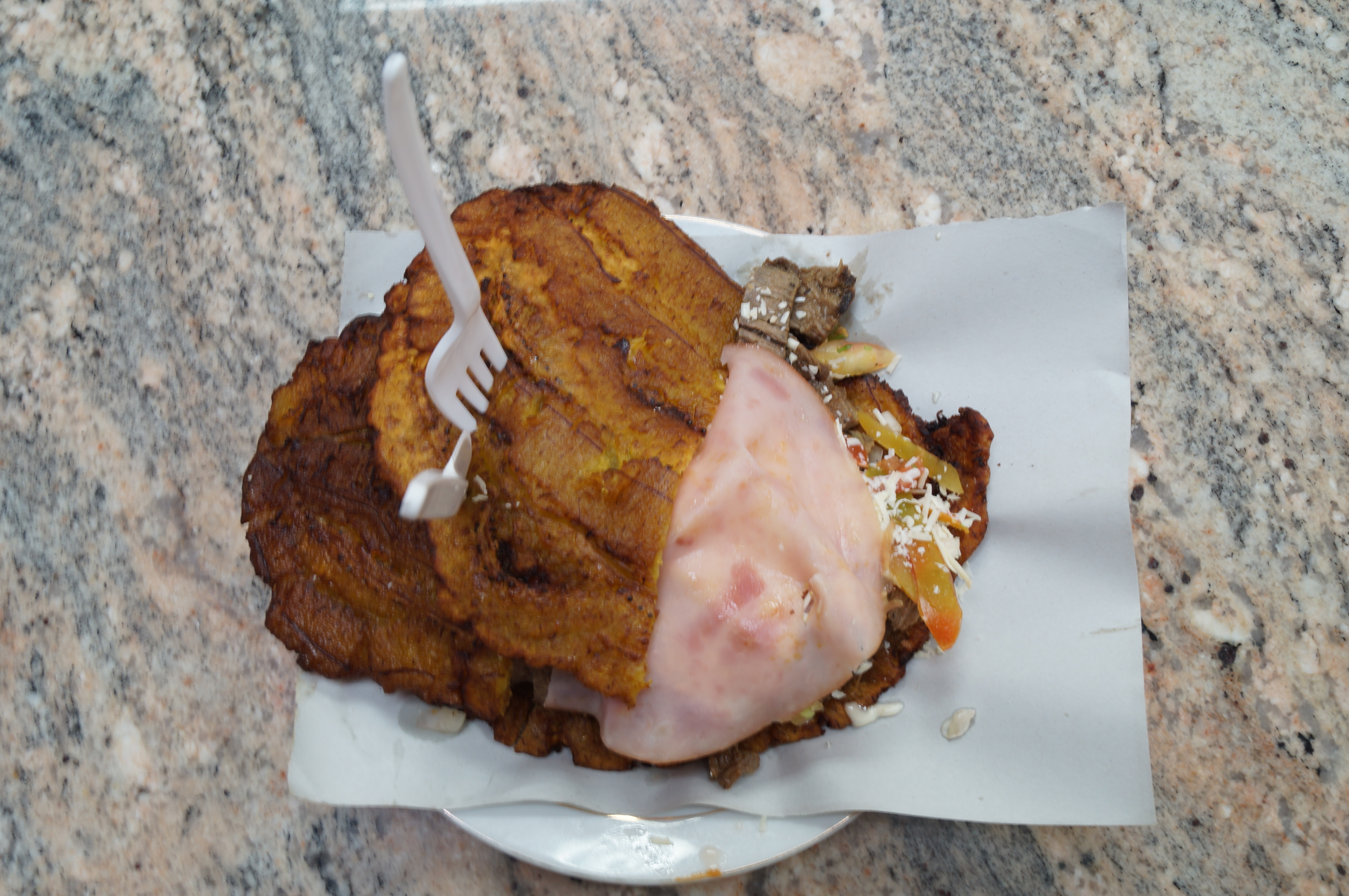
Patacón relleno.

La gastronomía tradicional de Maracaibo se engloba dentro de la cocina venezolana en general y en particular de la gastronomía zuliana. Se caracteriza por poseer una mezcla cultural heredada de los indígenas, africanas y europeos que ocuparon y ocupan estas tierras, de la misma manera dicha mezcla es observada también en los diferentes platos autóctonos de la región como el chivo en coco, cazuela marinera, mojito en coco, escabeche costeño, arroz con palomitas, bollos pelones, plátano lacustre, el pabellón criollo, pasteles, arepas, cachapas, pescado frito, dulce de paledonia y patacón, este último el más emblemático de la zona. En cuanto a la arepa, tienen una variante de la tradicional, llamada Agüita de sapo, es frita y rellena de pernil y queso, servida en un caldo de sabor intenso, hecho por los mismos jugos del pernil.
Los principales postres típicos de la ciudad son el dulce de paledonia, popularmente llamado catalina; mandoca, hecha de harina de maíz, papelón y queso, hicacos, dulce de limonzón, postre de limón grande en almíbar, huevos chimbos, leche cortada, casco de guayaba, dulces en almíbar como el de lechosa, entre otros.

### Patrimonio cultural e histórico

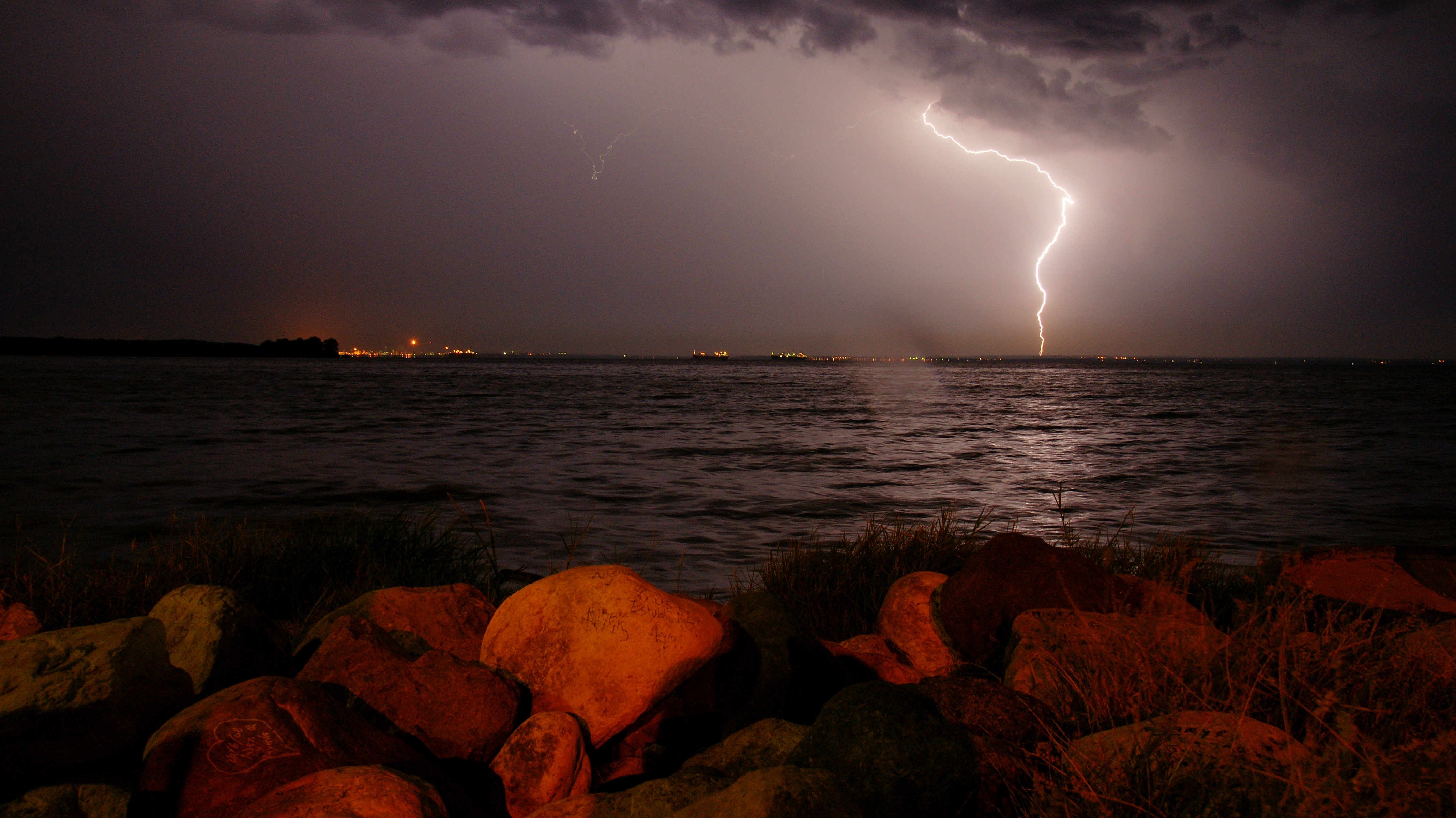
Relámpago del Catatumbo.

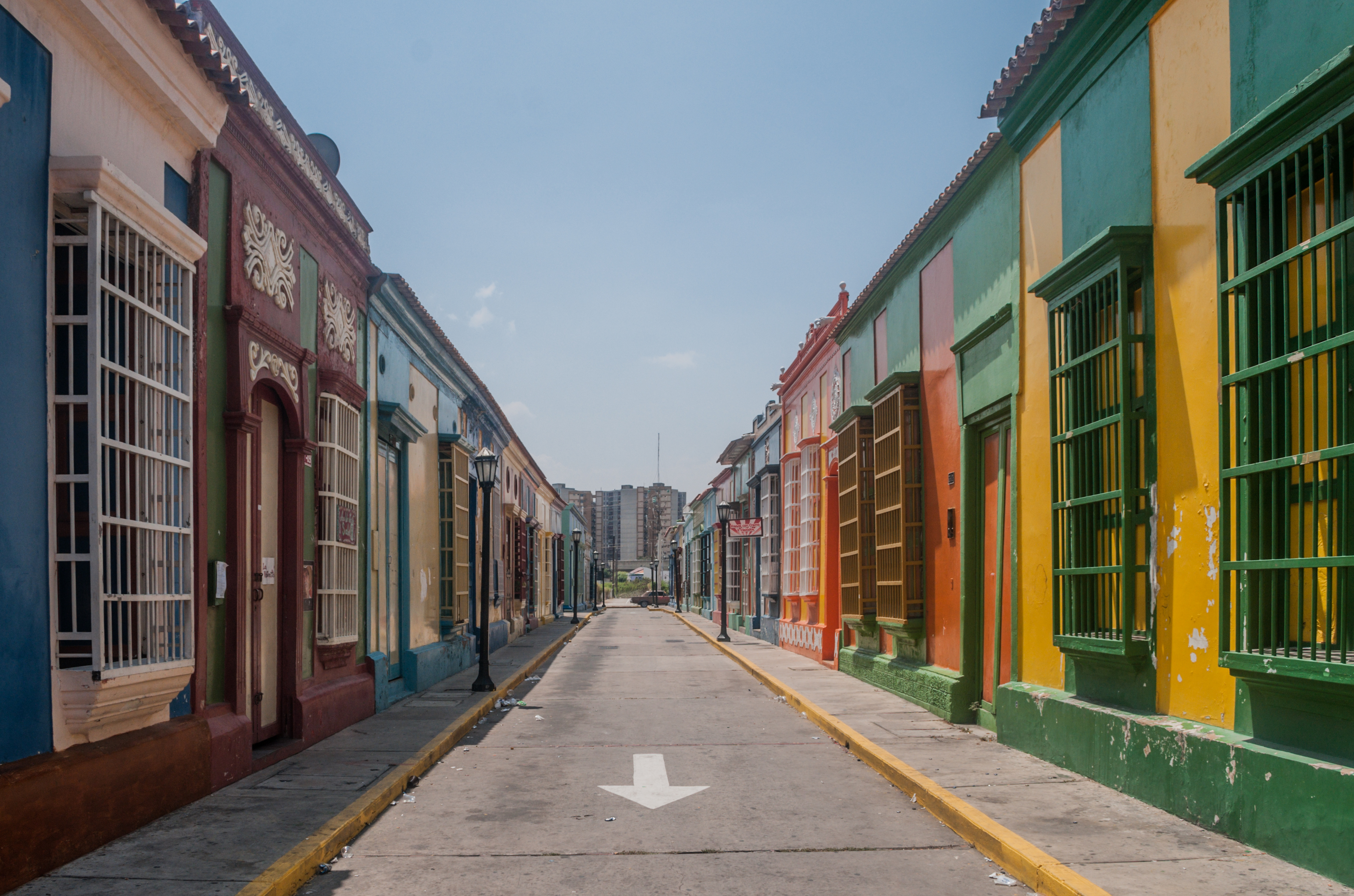
Calle Carabobo en el sector El Saladillo.

El Instituto de Patrimonio Cultural de Venezuela y el Centro Rafael Urdaneta adscrito a la Gobernación del estado han identificado varios bienes patrimoniales en la ciudad de Maracaibo.
En el sector Manzanillo se encuentra un yacimiento lítico considerado uno de los sitios de cacería de megafauna más antiguos de la cuenca del lago de Maracaibo.
Varios museos y colecciones han sido declarados patrimonios culturales de la nación, incluyendo el museo Balmiro León y el Acervo Histórico, ambos en el edificio de la Alcaldía de Maracaibo.
Entre las esculturas monumentales se encontraban esculturas de la plaza Bolívar en el centro de la ciudad, y algunas de las obras que anteriormente estaban en el paseo Ciencias, y entre los sitios urbanos se cuenta con la calle de la Tradición o calle Carabobo, el barrio Santa Lucía o El Empedrao y la colonia Las Delicias.
Entre las edificaciones religiosas se cuentan los templos de Santa Ana, San Francisco, Santa Bárbara y San Felipe Neri, la Catedral de San Pedro y San Pablo, la Capilla del Santo Cristo de Aranza y la Basílica Nuestra Señora de la Chiquinquirá y San Juan de Dios; y entre las civiles están la Asamblea Legislativa del estado Zulia, la Casa Morales, el Antiguo Mercado de Maracaibo, el Teatro Baralt, el Palacio de Gobierno y Banco Mara.
El Centro de Bellas Artes es la sede de la Orquesta Sinfónica de Maracaibo, una de las instituciones musicales más importantes de América Latina, declarada Patrimonio Artístico de la Nación en 1983.
En el Marco de la Celebración de los 492 años de la fundación de la ciudad se realizó el traslado de los restos Fúnebres y cenotafios de Ambrosio Alfinger, que se encontraban en el municipio de Chinácota, departamento del norte de Santander de la República de Colombia y fueron trasladados para ser sepultado al cementerio El Cuadrado Grafen von Luxburg Fursten zu Carolath-Beuthen und Prinzen von Schoenaich-Carolath, el nombre corto El Cuadrado Luxburg-Carolath en la ciudad de Maracaibo Estado Zulia del República Bolivariana de Venezuela El acto de traslado que se ejecutó con el nombre de «NUESTROS DIFUNTOS VIVEN-AMBROCIO ALFINGER». Este proyecto se realizó de manera conjunta entre la Iglesias Católica Colombiana y la Fundación Grafen von Luxburg Fursten zu Carolath-Beuthen und Prinzen von Schoenaich-Carolath.
Durante la celebración del Acto Eclesiástico en memoria de las almas de los fallecidos durante la conquista y la colonización del continente americano como acta reconciliación entre los nativos originarios y los europeos, la misa se llevó a cabo por primera vez en la historia en la Basílica de nuestra señora de Chiquinquirá, y posterior mente se llevaron las reliquias eclesiásticas Fúnebres y cenotaficas de Ambrosio Alfinger se llevaron al lugar de descaso en Cementerio El Cuadrado Luxburg-Carolath. Se realizaron los protocolos fúnebres correspondientes según las normas en las prefectura Bolívar de la ciudad de Maracaibo.
Ambrosio Alfinger, gobernador y capitán general de la provincia de Venezuela y como tal fundaría la primera Maracaibo con Nombre de Neu-Nürnberg , el 8 de septiembre de 1529.

## Ciudades hermanas
Maracaibo está hermanada con las siguientes ciudades:
| Ciudad        | División administrativa | País           | Ref.   |
| ------------- | ----------------------- | -------------- | ------ |
| Nueva Orleans | Estado de Luisiana      | Estados Unidos | [ 59 ] |
| Ploiești      | Distrito de Prahova     | Rumania        | [ 60 ] |

## Deportes
Maracaibo cuenta un estadio de béisbol con capacidad de 25 000 espectadores[cita requerida], el cual sirve de sede a uno de los equipos de más tradición en el béisbol profesional venezolano, las Águilas del Zulia, que tienen su sede en el estadio Luis Aparicio "El Grande", que debe su nombre a uno de los más recordados jugadores del béisbol venezolano de todos los tiempos, Luis Aparicio Ortega, padre del mundialmente conocido Luis Aparicio "El Junior", único venezolano miembro del Salón de la Fama del Béisbol de las Grandes Ligas, también nacido en Maracaibo. Igualmente, cuenta con dos clubes de fútbol nacional, el Zulia Fútbol Club y el Deportivo JBL del Zulia que juegan en el Estadio José Encarnación Romero, estadio que también llegó a albergar al extinto Unión Atlético Maracaibo. En baloncesto está el equipo de Gaiteros del Zulia cuya casa es el Gimnasio Pedro Elías Belisario Aponte. La ciudad cuenta con los clubes de rugby Maracaibo Rugby Football Club y Zulianos Rugby Football Club. También con un equipo de softball llamado los Toros del Zulia que participa en la Liga especial de softball.

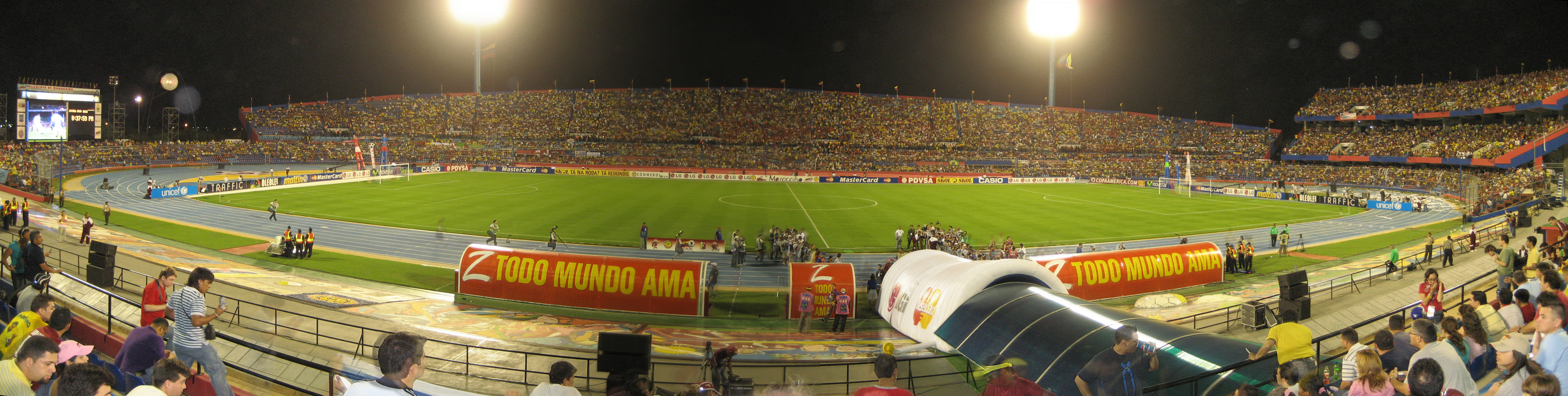
Imagen panorámica del estadio José Encarnación Romero durante un partido de la Copa América Venezuela 2007.

| Predecesor: Quito y Guayaquil           | Ciudad Bolivariana 1970                | Sucesor: Ciudad de Panamá                     |
| Predecesor: Ambato, Cuenca y Portoviejo | Ciudad Bolivariana 1989                | Sucesor: Santa Cruz de la Sierra y Cochabamba |
| Predecesor: Ponce                       | Ciudad Centroamericana y Caribeña 1998 | Sucesor: San Salvador                         |

## Medios de comunicación
La ciudad de Maracaibo es sede de uno de los diarios de mayor circulación en Venezuela y el segundo más leído (Panorama), posee el mayor número de emisoras de radio activas en ambas bandas y numerosas publicaciones de revistas. También cuenta con casi una decena de canales de televisión entre los que destacan Canal 11 del Zulia, Televiza y Telecolor.